# 日光東照宮

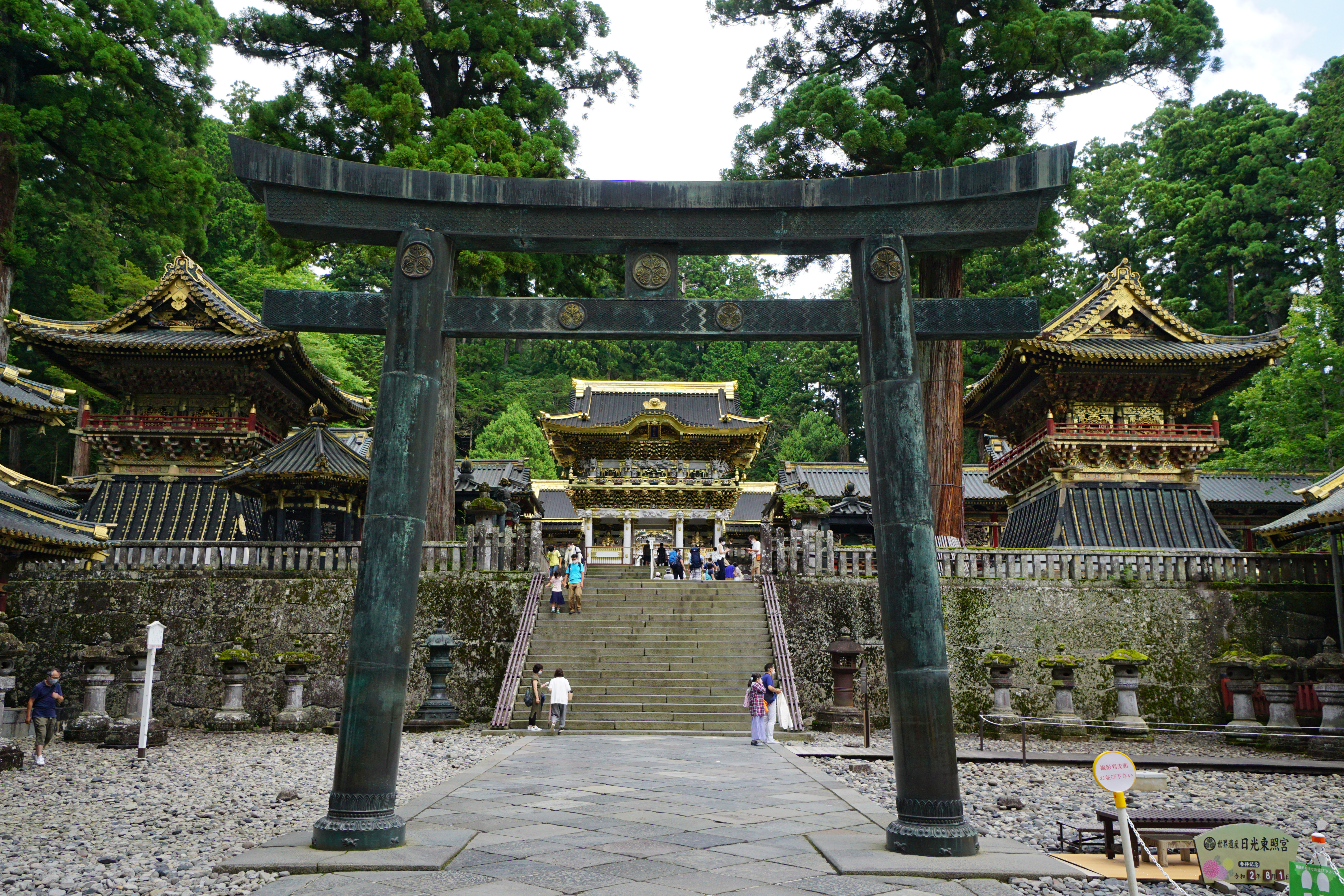
陽明門遠景與銅鳥居

日光東照宮是一座位於日本栃木縣日光市山內，始建於元和三年（1617年）的神社，屬於德川家靈廟之一，主要祭祀的是江戶幕府第一代征夷大將軍德川家康公，另外相殿也配祀太閤豐臣秀吉公，以及鎌倉幕府第一代將軍源賴朝卿。元和二年四月十七日（1616年6月1日）德川家康逝世，朝廷賜予神號“東照大權現”，並將牌位供奉在大殿內。在日光東照宮是遍佈日本全國的諸多東照宮之總本社，神社原本的正式名是不加上地名的「東照宮」，但為了作為區分，因此習慣上會在社名之前加上地名，而成為「日光東照宮」。
東照宮位于日光山（又稱為日光連山，由男體山、女峰山以及太郎山組成）山麓。建築樣式採「權現造」與「八幡造」式樣，也就是以大量的石材作為地基再配合木製結構；八幡造則是以前後二進建築的結構，也就是說整個東照宮除了以石材作為地基之外，還有前殿與後（內）殿的分別。東照宮的社格為別格官幣社，例行祭典日期為每年5月17日與5月18日。東照宮旁還有輪王寺以及日光二荒山神社，並稱為「二社一寺」。以「日光的神社與寺院」的一部分而被收入世界遺產名錄之列。

## 歷史

### 鎌倉幕府時代

源赖朝像

東照宮原來稱為東照社，但是最早可以追溯到鎌倉幕府時代，並且歷經室町幕府一直到江戶幕府創建。祭祀對象為德川家康、相殿為豐臣秀吉以及源賴朝，其中由於源賴朝曾經駐營於日光山，因此神社也祭祀他。

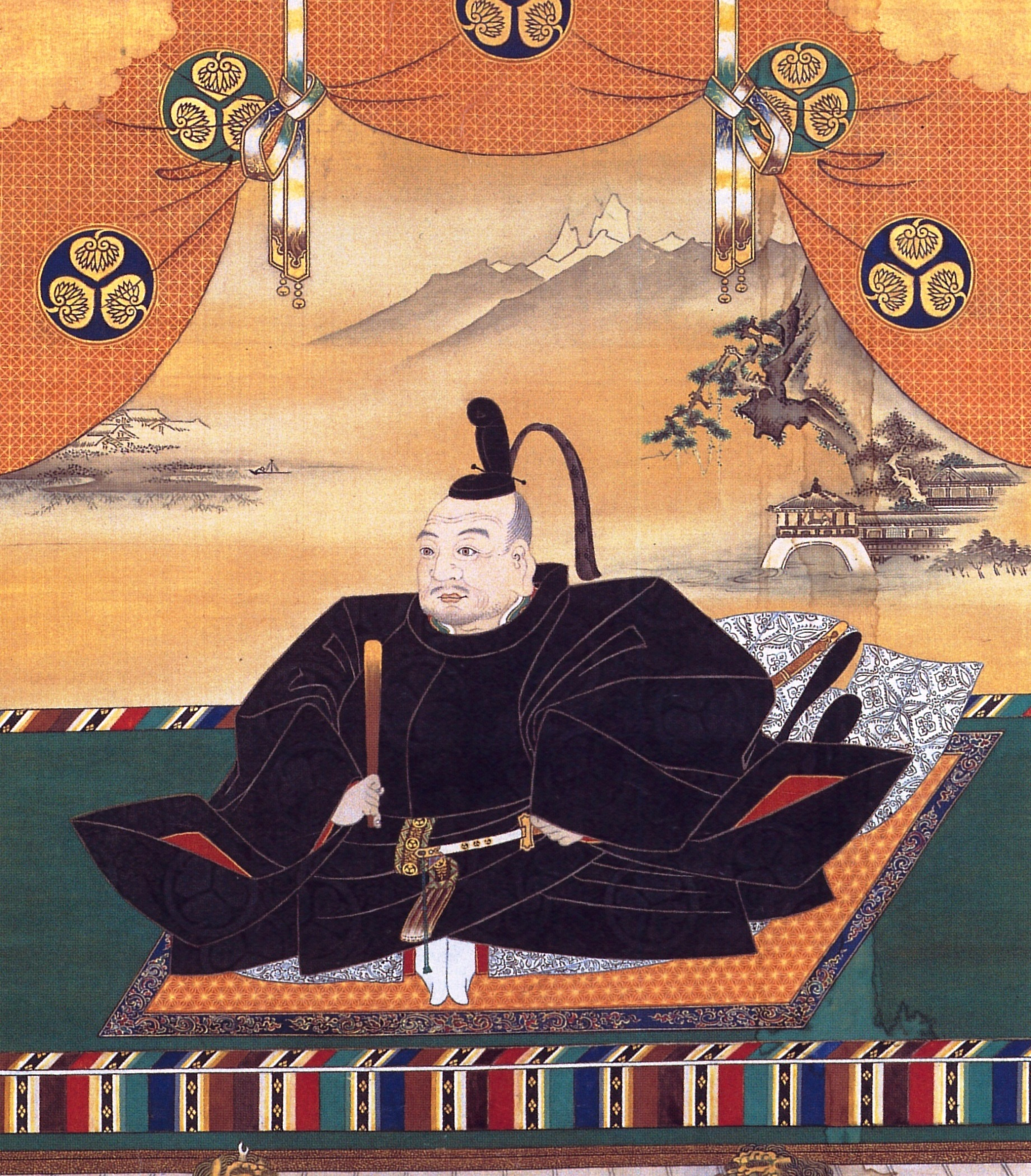
德川家康像

繼太閤豐臣秀吉之後，德川家康再以武力攻破佔領了各地大名的领地，於慶長八年二月十二日（1603年3月24日），德川家康受後陽成天皇封為征夷大將軍，並在江戶（今東京）建立幕府並统一全日本。
元和二年四月十七日（1616年6月1日）德川家康病逝於駿府城，享壽七十四歲。按德川家康的遺囑，靈柩停靈於今天的靜岡縣靜岡市駿河區的久能山東照宮。翌年元和三年三月十五日（1617年）送葬隊伍護送德川家康的靈柩從久能山東照宮出發，歷時將近一個月，四月八日護送靈柩的隊伍抵達下野國（今天的栃木縣日光市）山上，先將靈柩安置在日光山的山洞裡。四月十七日（6月1日）為德川家康逝世一周年忌日，當天在江戶幕府二代將軍德川秀忠等人的參加之下，舉行了隆重莊嚴的安座大典，同時將新建好的神社命名為“東照社”，並完成下葬儀式。並由後水尾天皇賜予神號“東照大權現”，追贈正一位。而後水尾天皇也御賜一塊“東照大權現”的匾額，就掛在東照宮入口處的鳥居上。

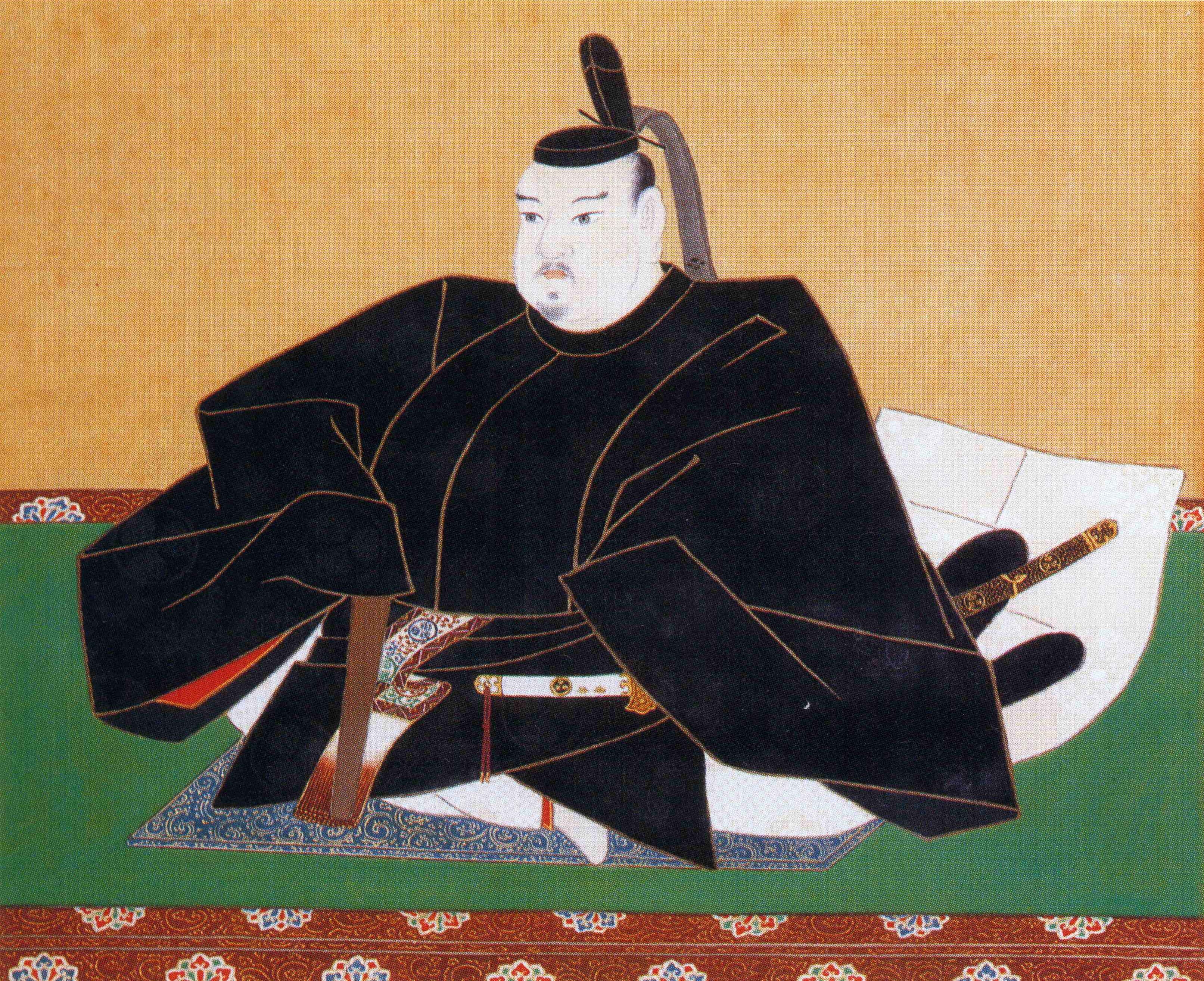
德川家光像

### 江戶幕府時代
寛永十一年（1634年）九月，江戶幕府第三代將軍德川家光來到東照社參拜，經過勘查後，開始進行大規模的神社擴建工程，由秋元泰朝擔任造營奉行，甲良宗廣負責設計施工，狩野探幽負責繪畫。工程歷時一年五個月，直到寬永十三年（1636年）才完成了大規模的神社擴建工程。動用木工170萬人，雜役280萬人。耗資56萬8千兩，銀100貫，米1000石。直到正保二年（1645年），後光明天皇下詔敕封宫號「東照宮」，才改為現名。慶安二年（1649年），日光連山其中之一的白根山噴發，造成神社與祭殿火災與損失。1868年時爆發戊辰戰爭，舊幕府軍將東照宮作為據點閉門不出，不過新政府軍指揮官板垣退助最後成功説服雙方一起將戰場轉移到別的地方，以免造成文化古蹟更大的損失與遺憾。
1872年（明治五年），東照宮對婦女與牛馬動物的限制解禁開放（目前早已有女性司祭在東照宮服務）。同年又依照1871年5月14日（明治4年）制定的社格制度將日光東照宮、日光山輪王寺以及日光二荒山神社作明確的劃分。1873年，東照宮列入「國幣中社」的資格（亦即開銷花費由政府負責因應）。1945年（昭和20年）12月15日駐日盟軍總司令部（GHQ）發布「神道指令」，将政府与东照宫的联系割开。

## 參觀資訊
由於日本全國有许多东照宫，所以查詢時要注意位于日光市的才是本社。東照宮于1999年被联合国教科文组织批准为世界文化遗产。
東照宮現在的社殿群，大多是寬永11年（1634年）的「寬永之大造替」的建物。總奉行（日光造營奉行）是秋元泰朝、作事奉行是藤堂高虎，施工是從京都、大阪召集宮大工，在作事方大棟梁甲良宗廣一門的指揮下進行改建。东照宫内有许多著名文物，“唐门”上雕刻的都是中国典故，如“許由洗耳”、“竹林七贤”等。有一个马厩，上面雕刻三个用爪子捂着眼、耳、嘴的猴子，取自《论语》中的“非禮勿視，非禮勿聽，非禮勿言，非禮勿動。”日本的庚申年邮票曾取其图案。荷兰贝娅特丽克丝女王访问日本参观时，见马厩是空的，特地赠送一匹荷兰马。这些目前都成为日本的文化财產。

## 日光東照宮相片集

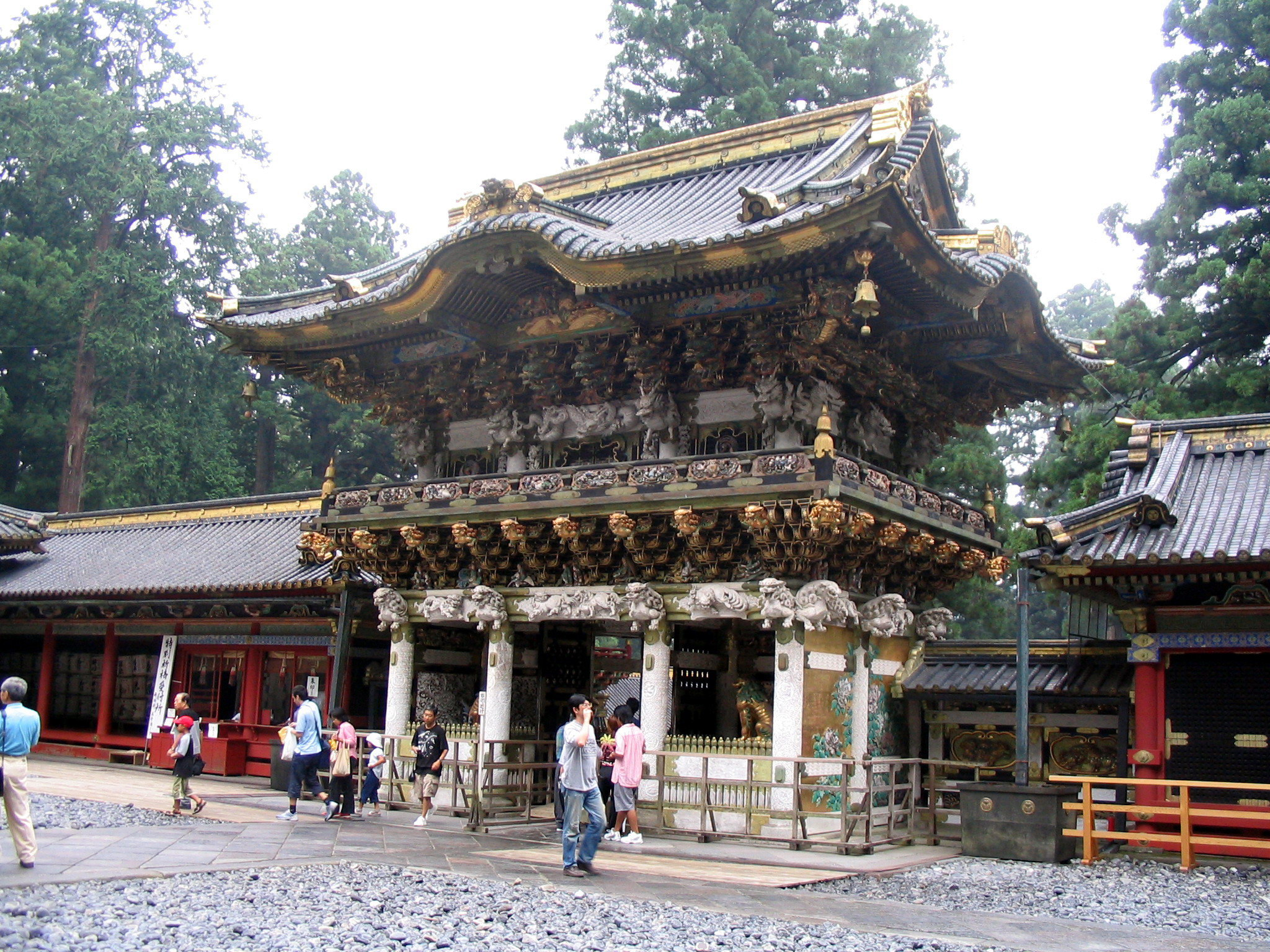
陽明門（從內殿右側看過去）
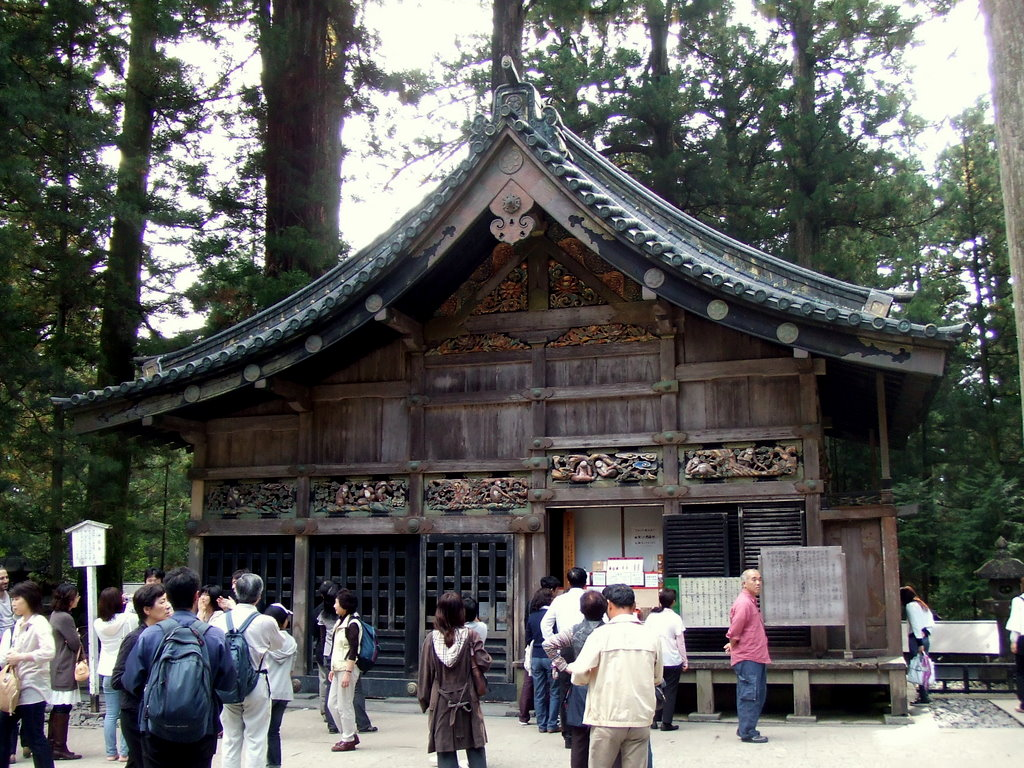
神厩舎
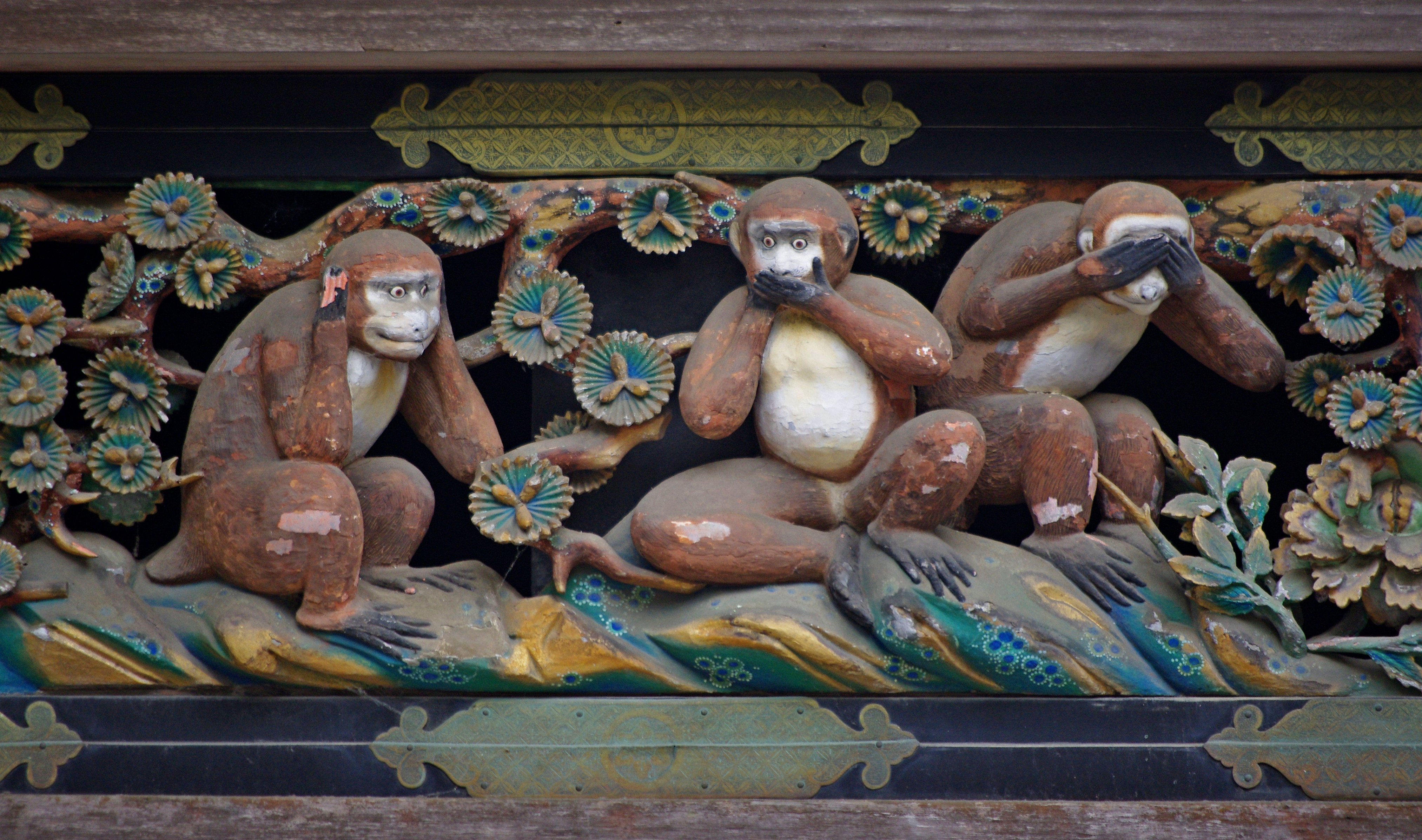
三猿
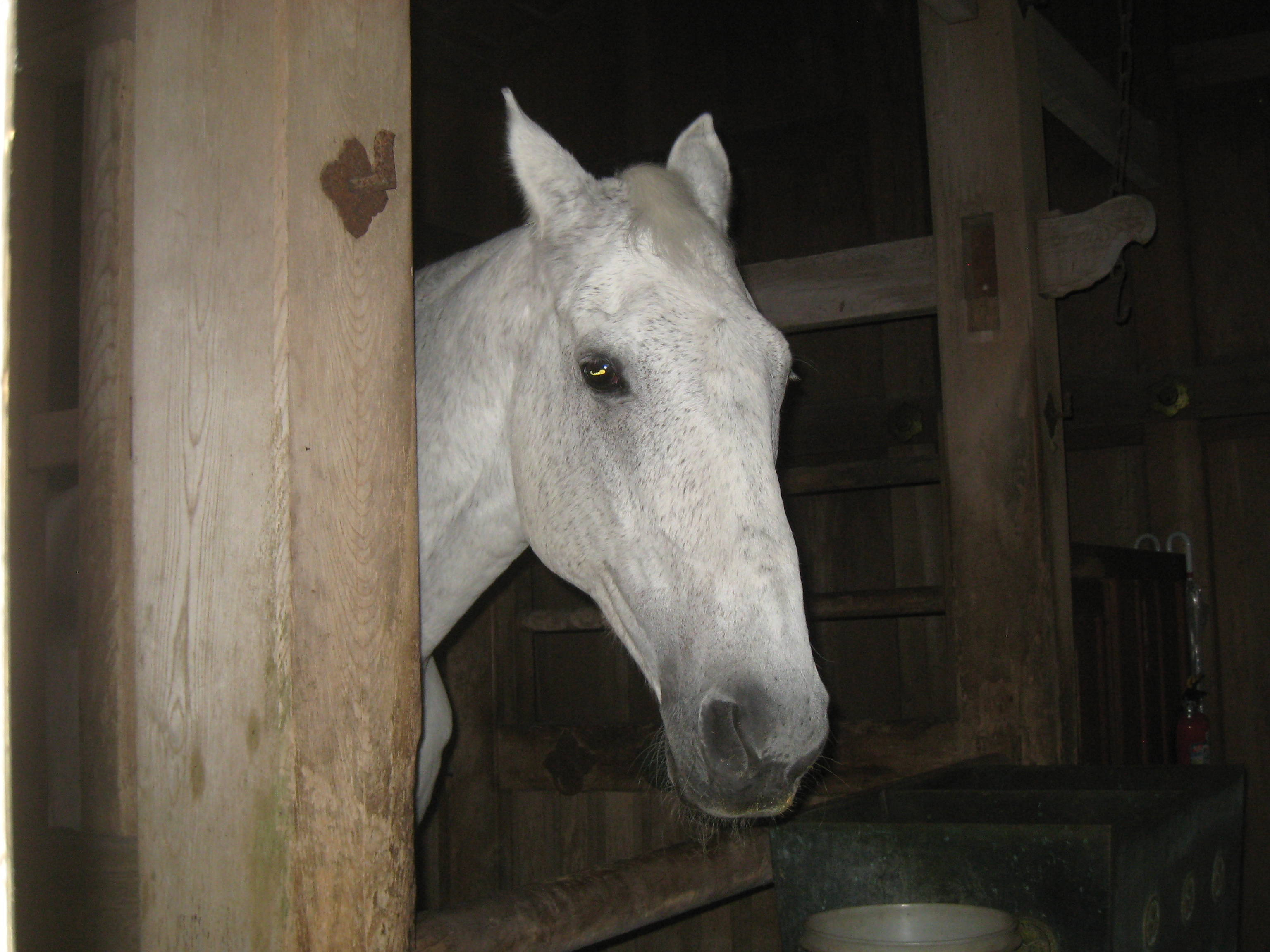
白馬
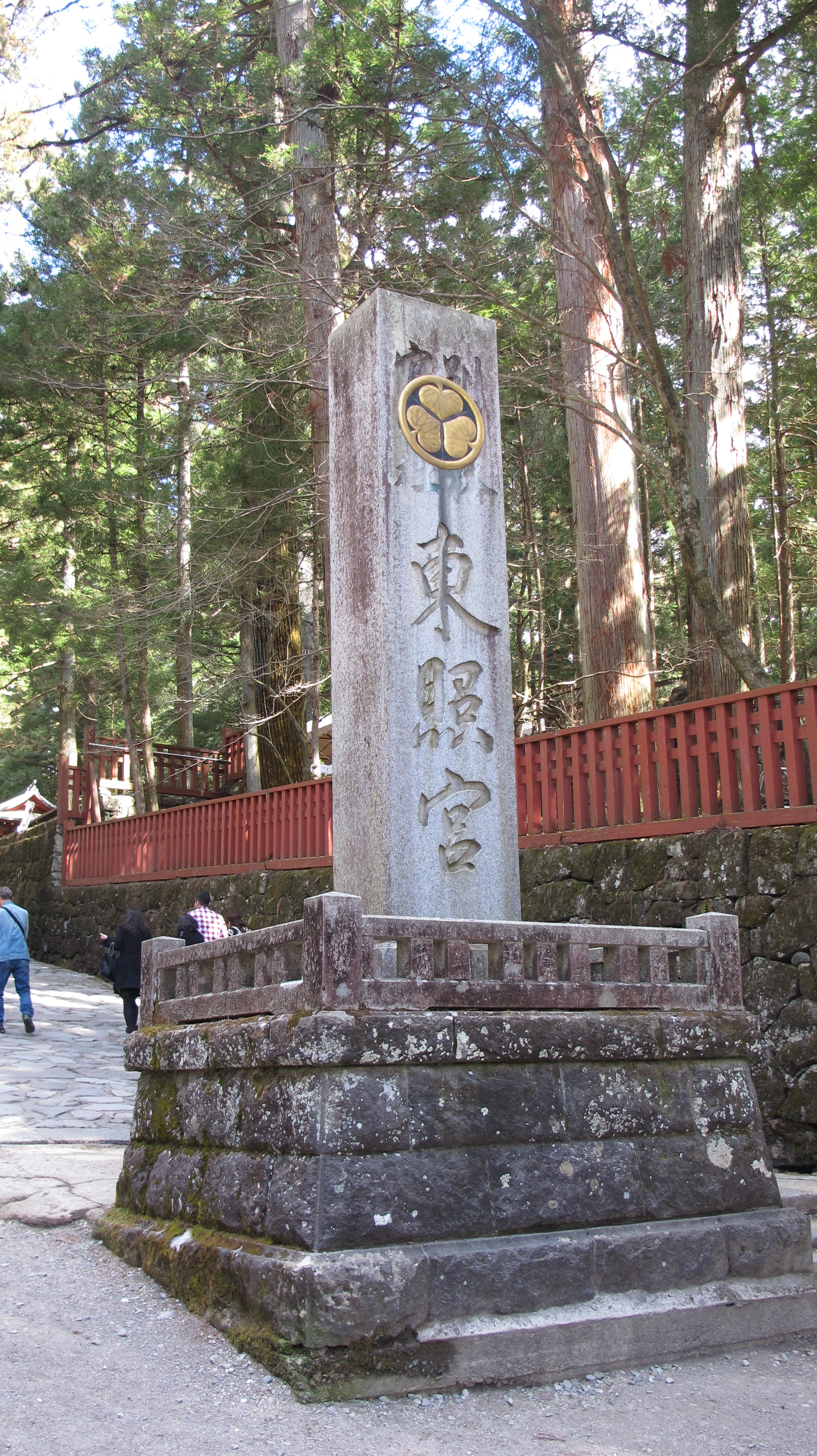
入口碑
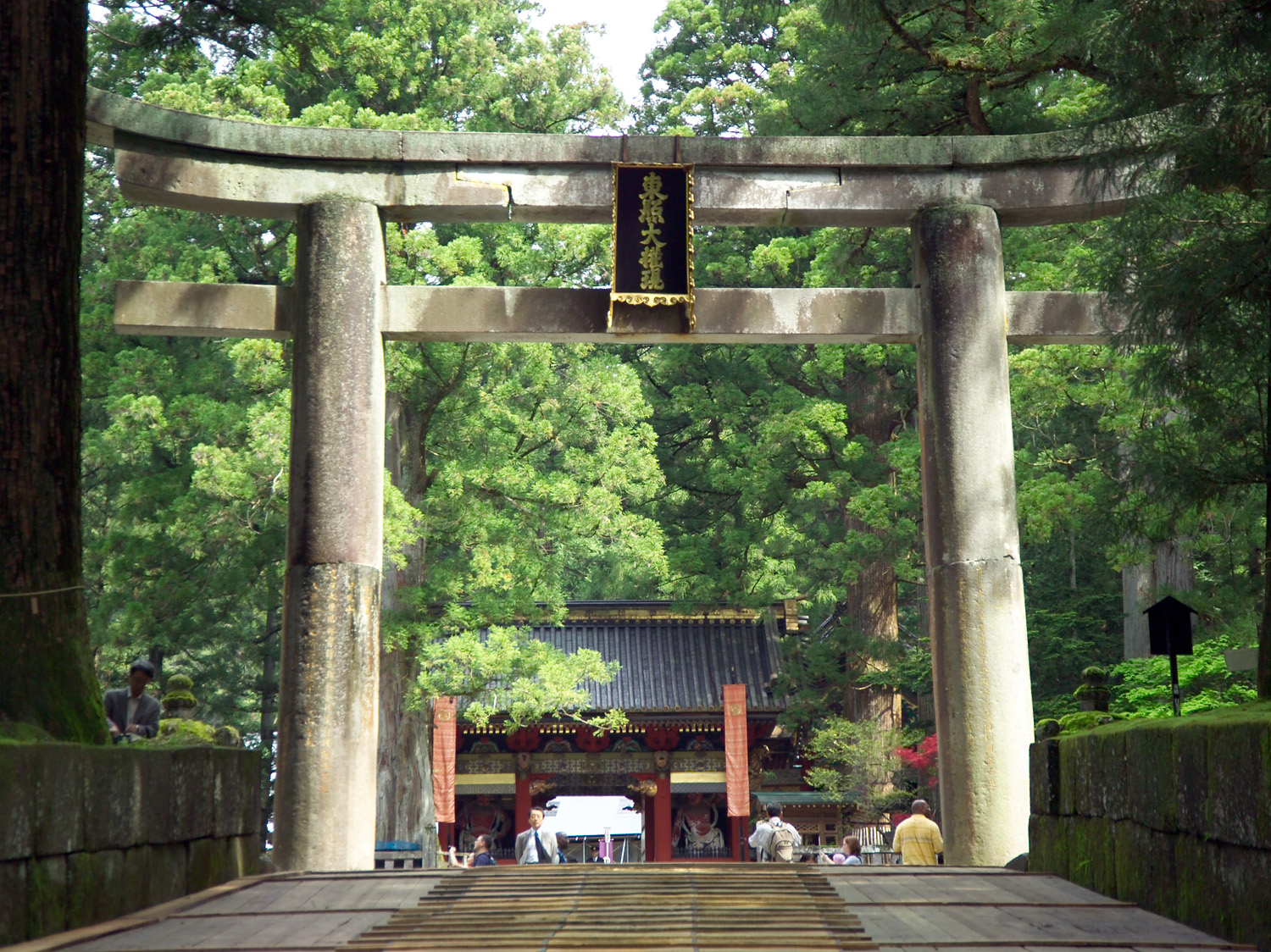
鸟居
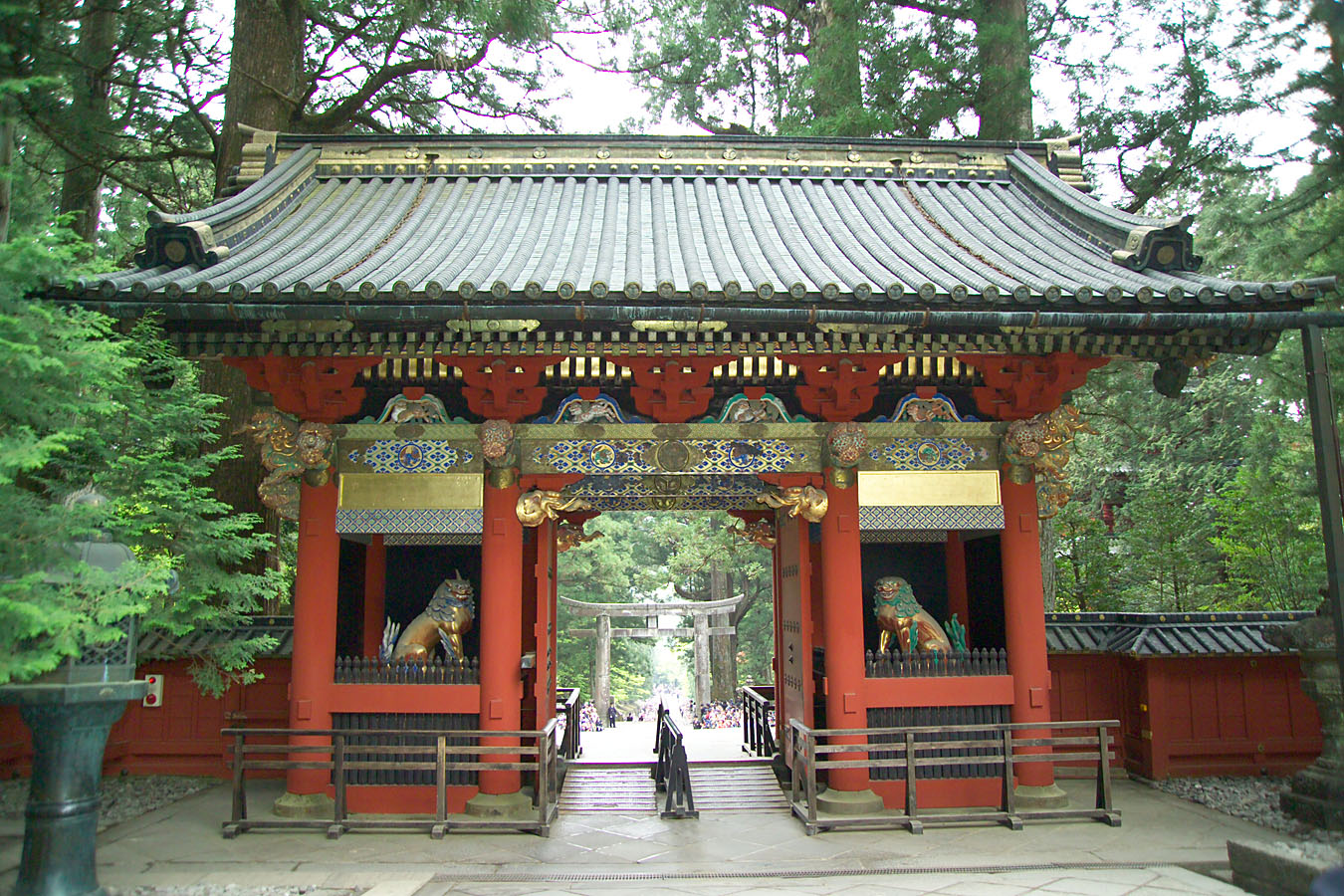
表門
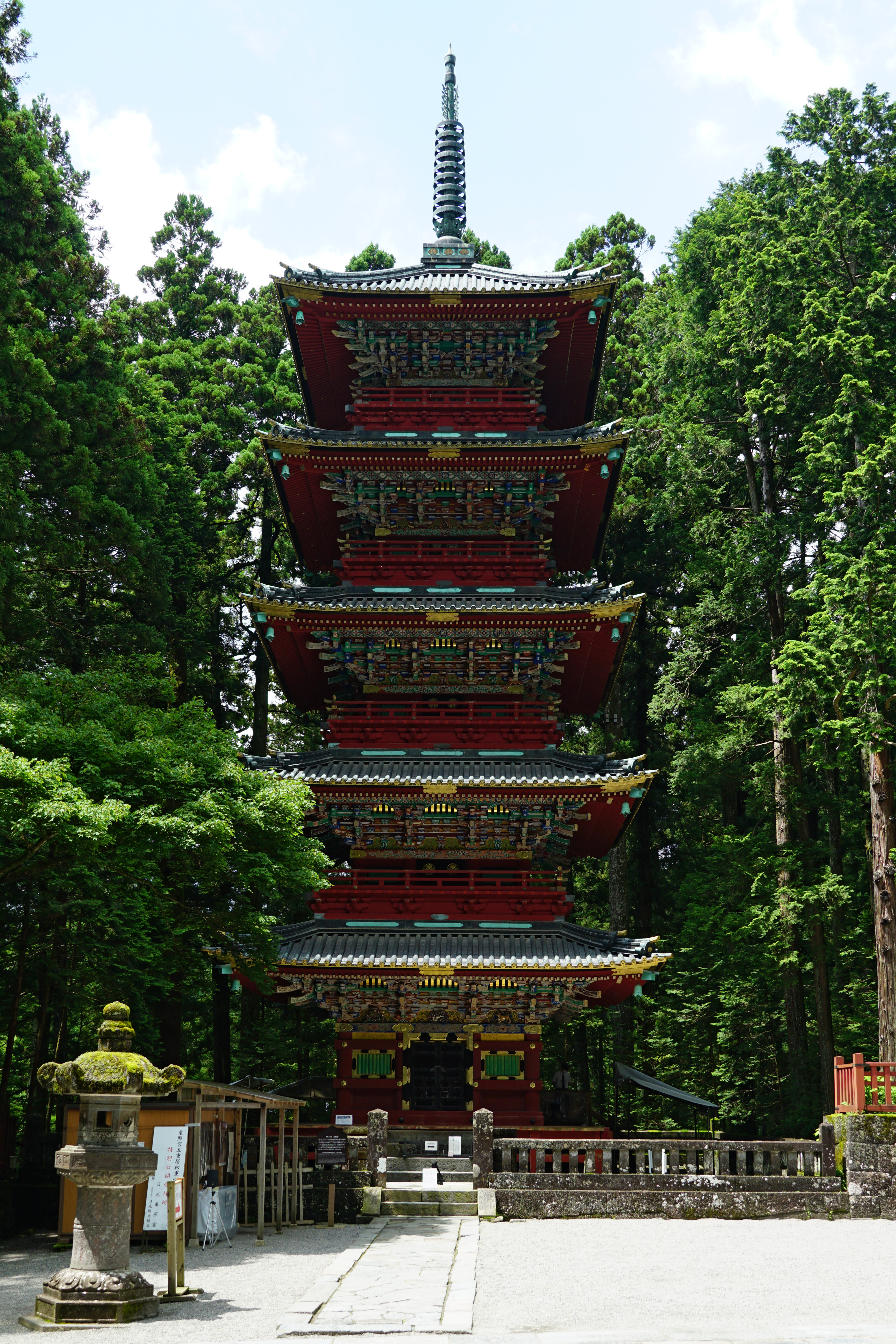
五重塔
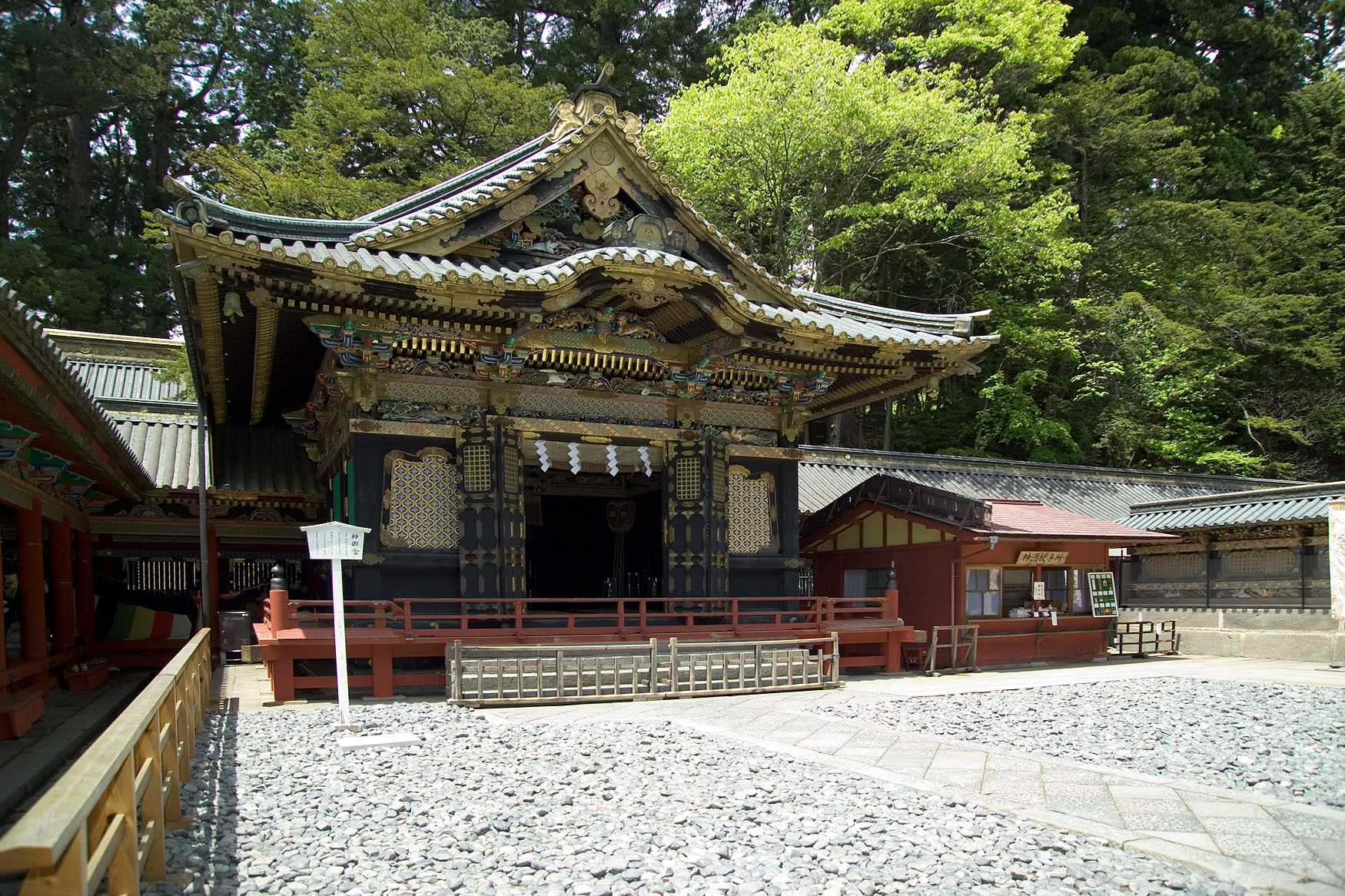
神輿舎
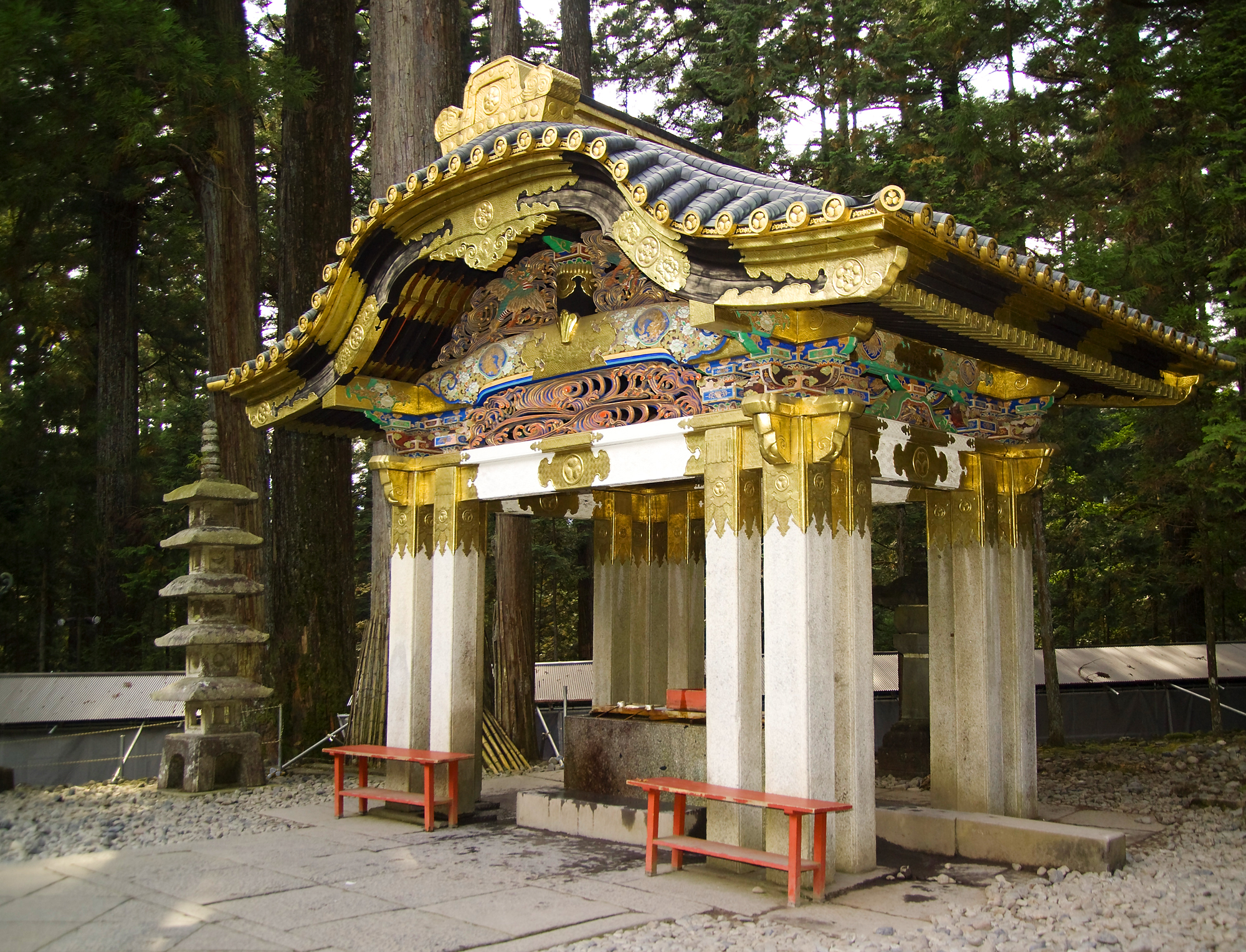
水盤舎
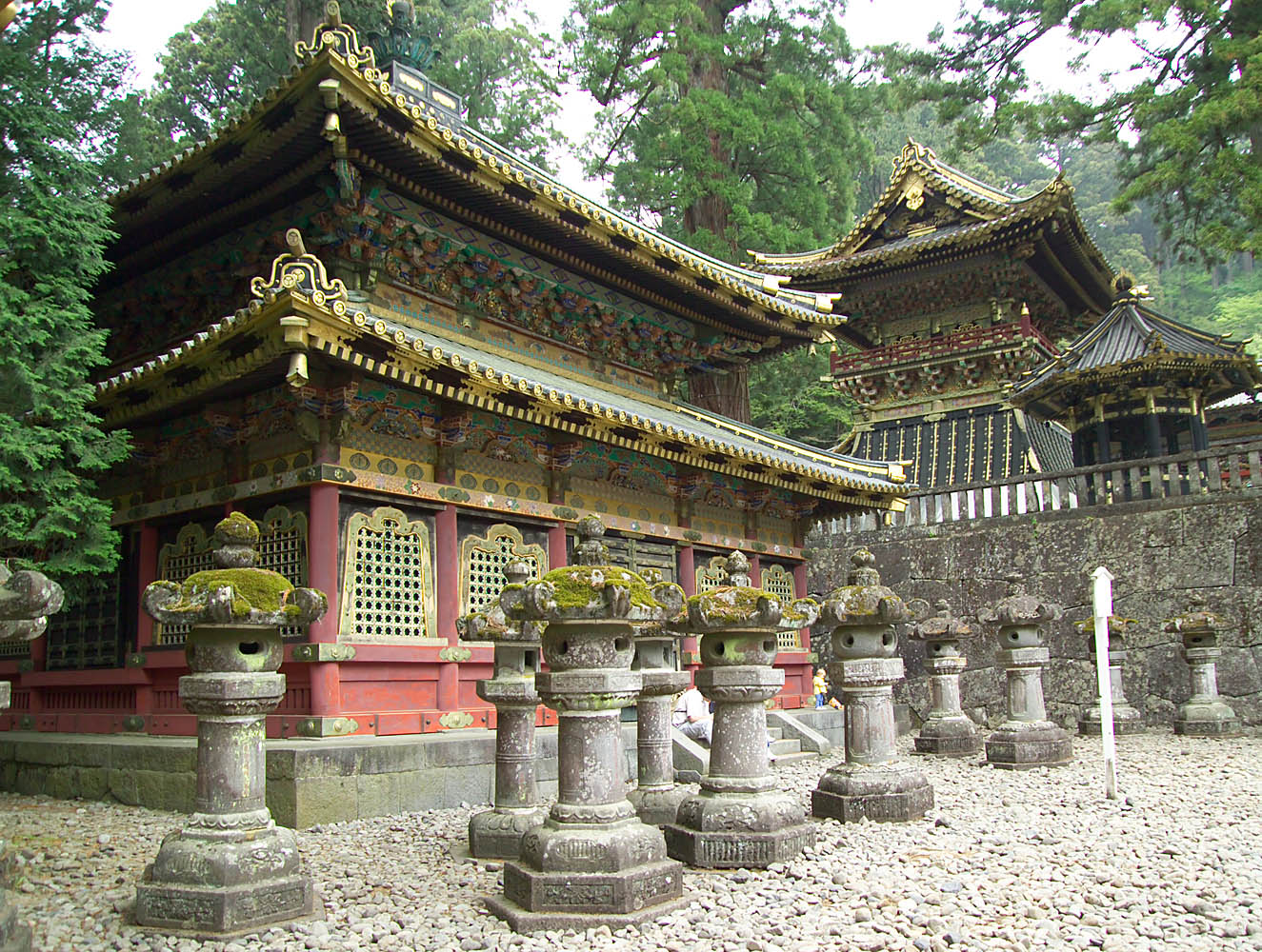
經藏
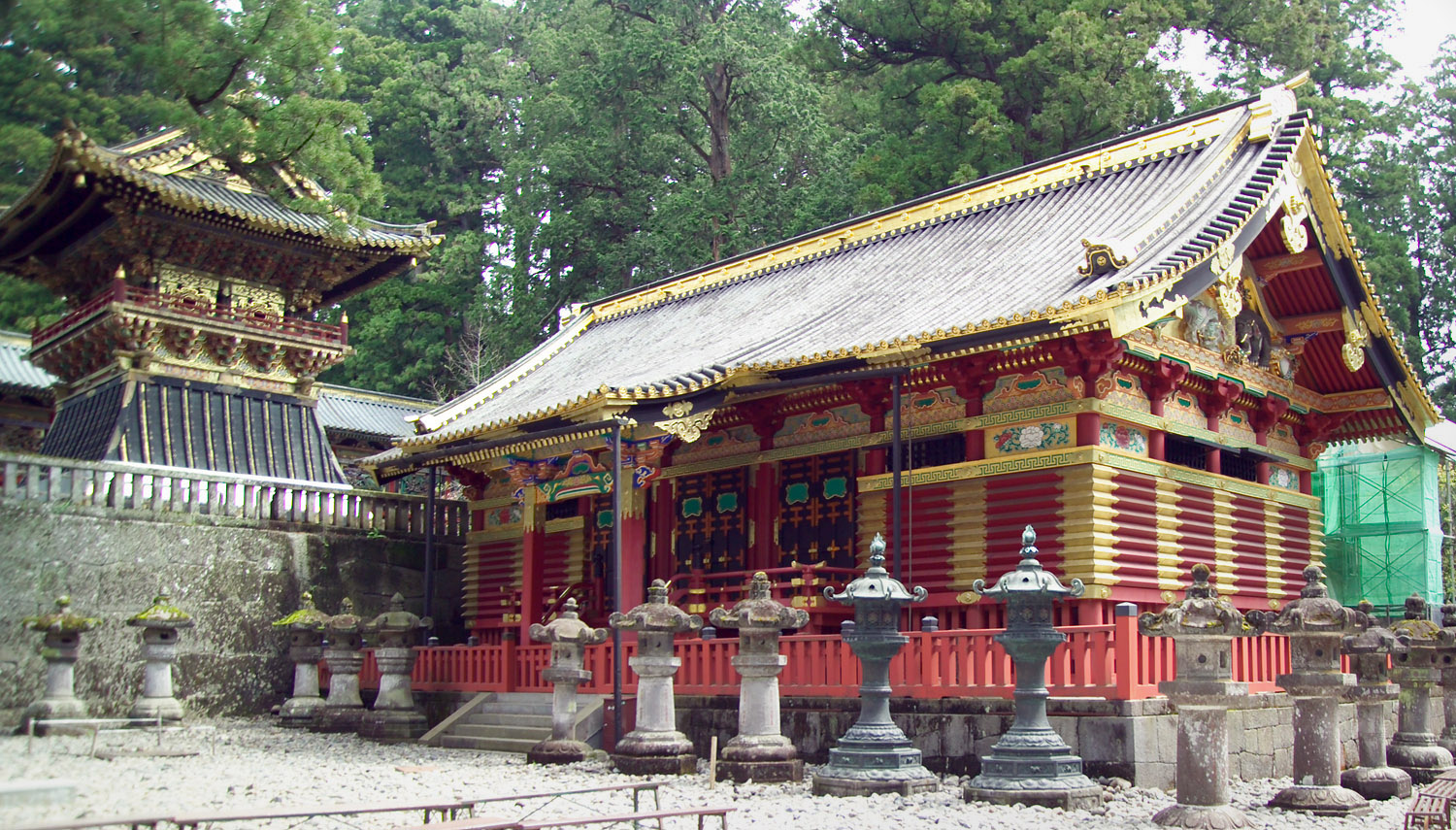
上神庫
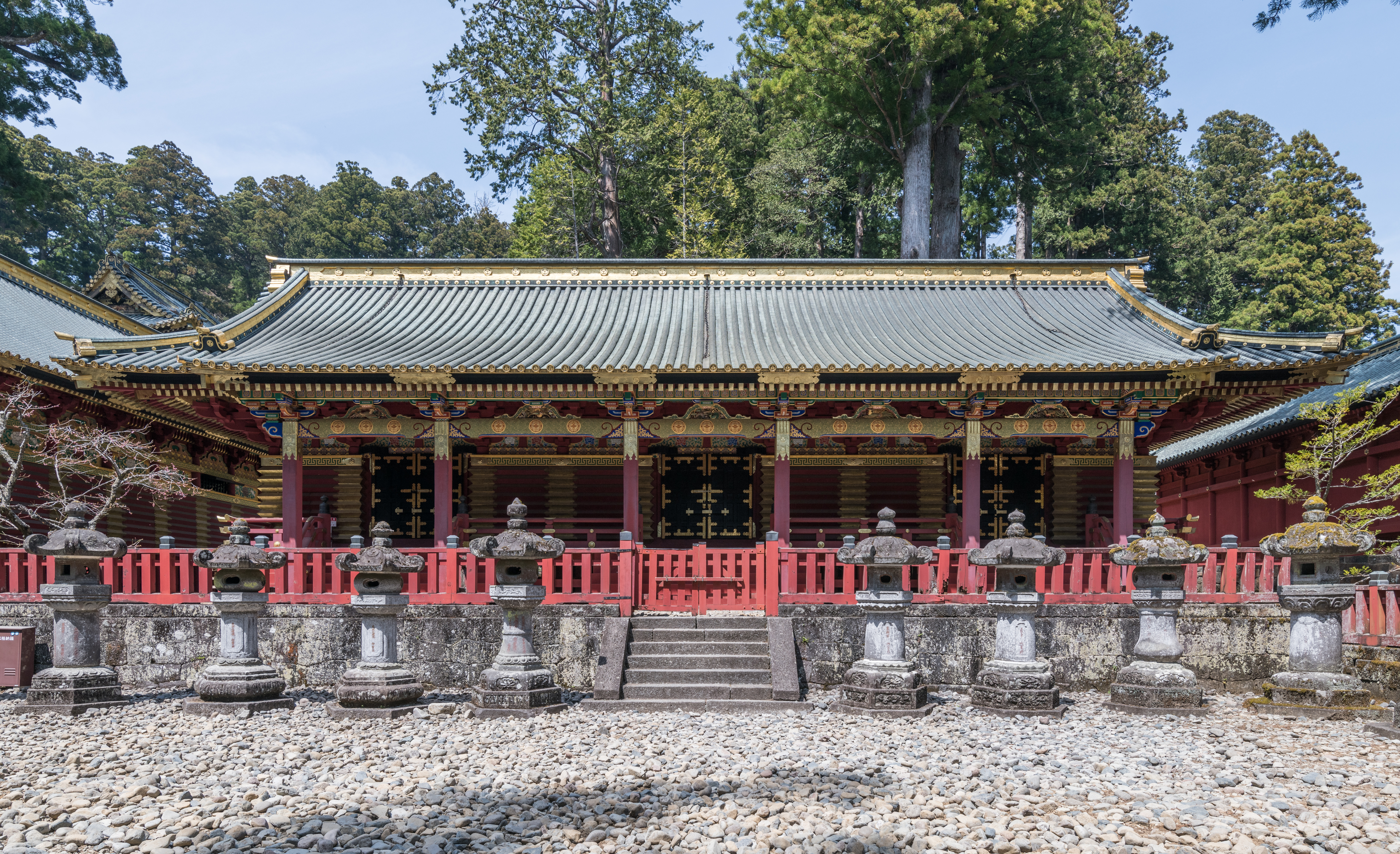
中神庫
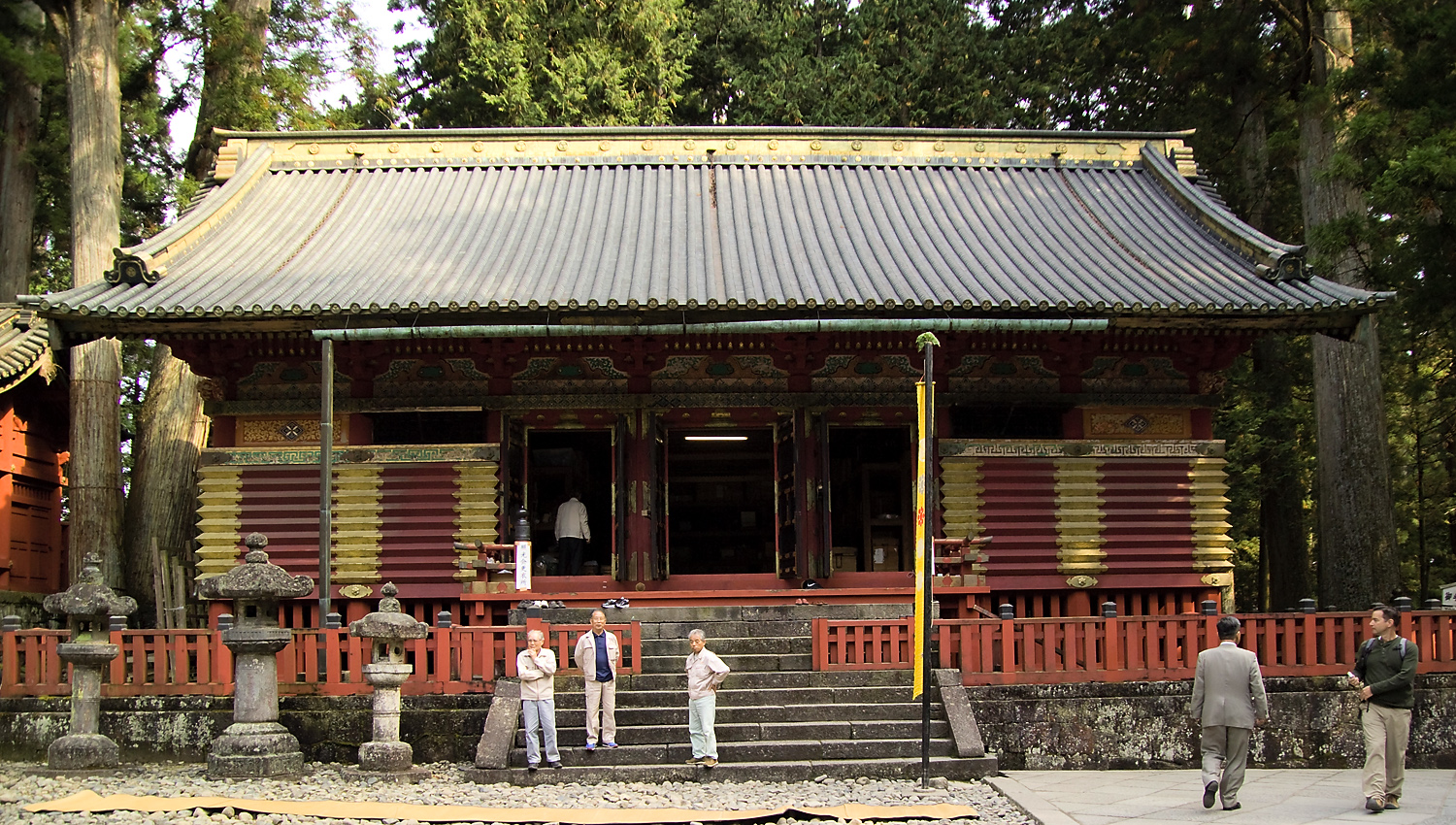
下神庫
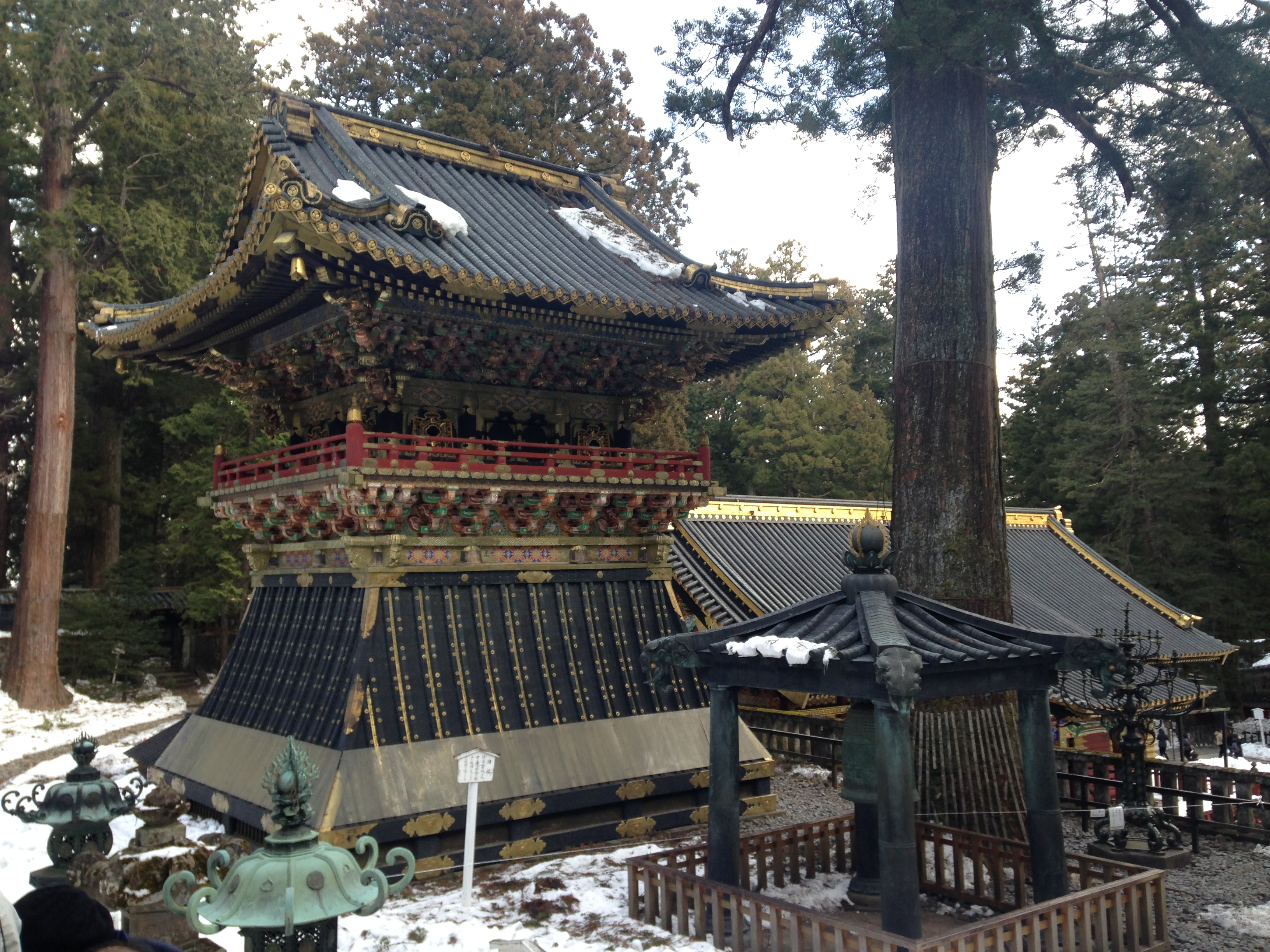
鐘樓
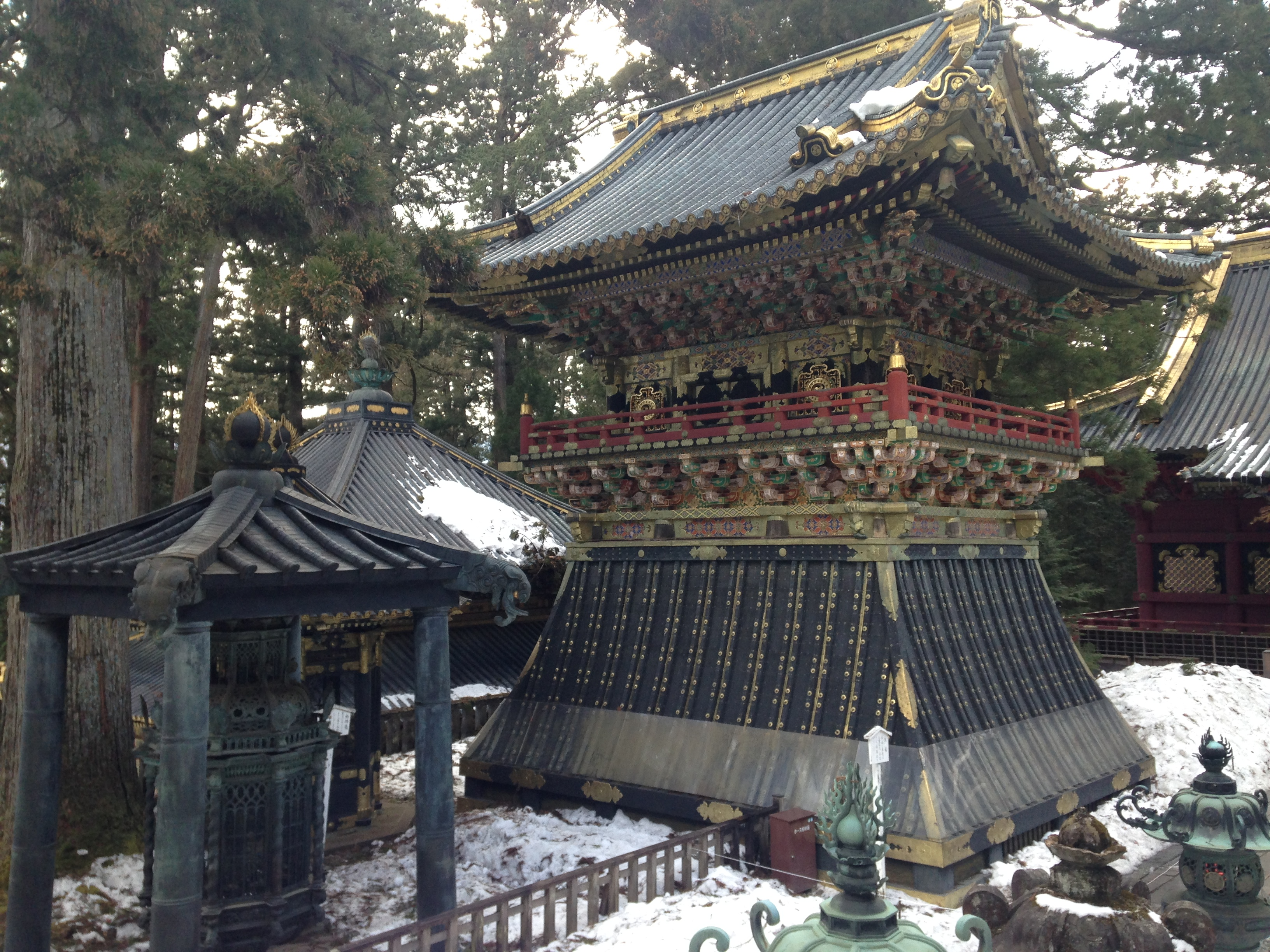
鼓樓
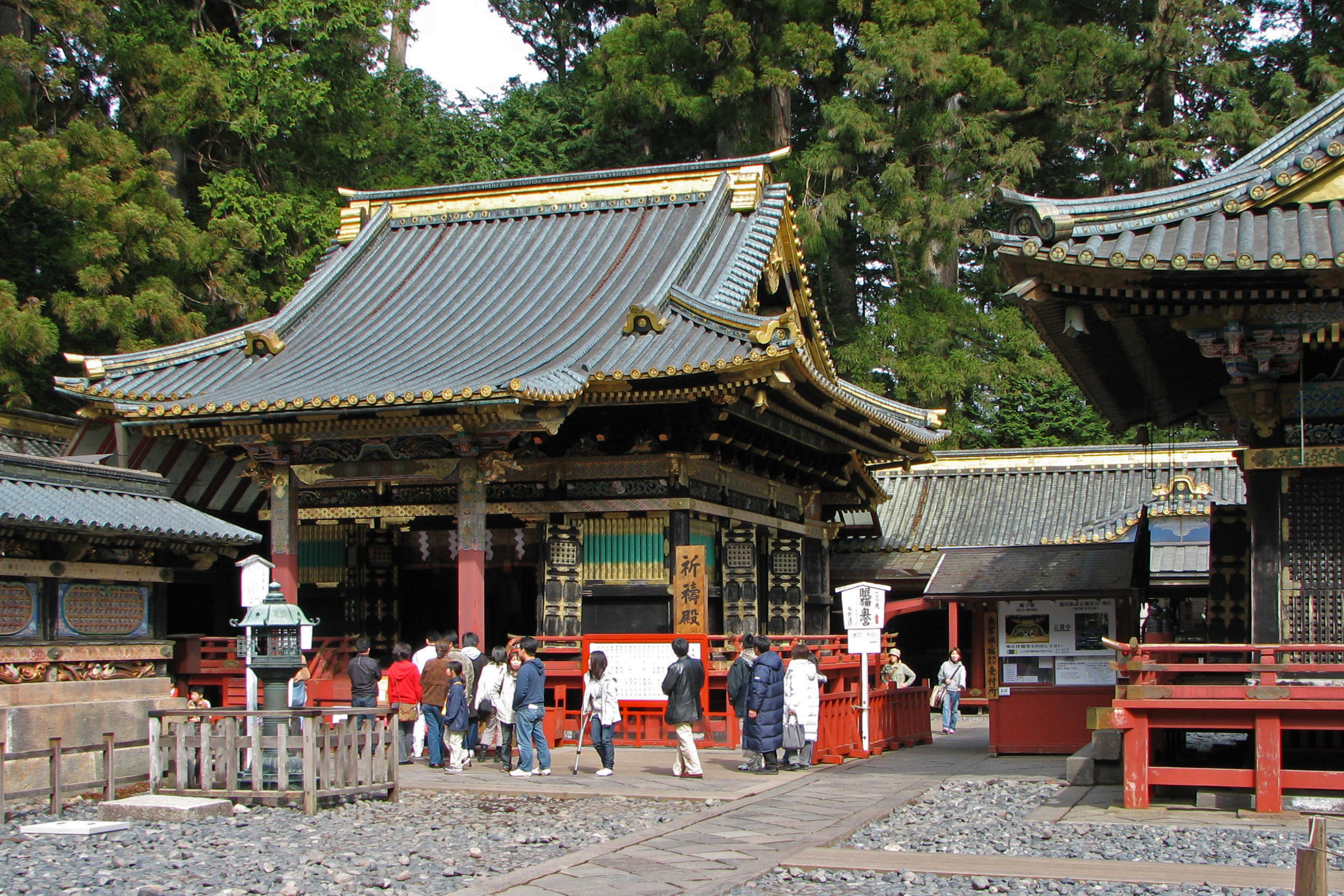
上社務所（祈禱殿）
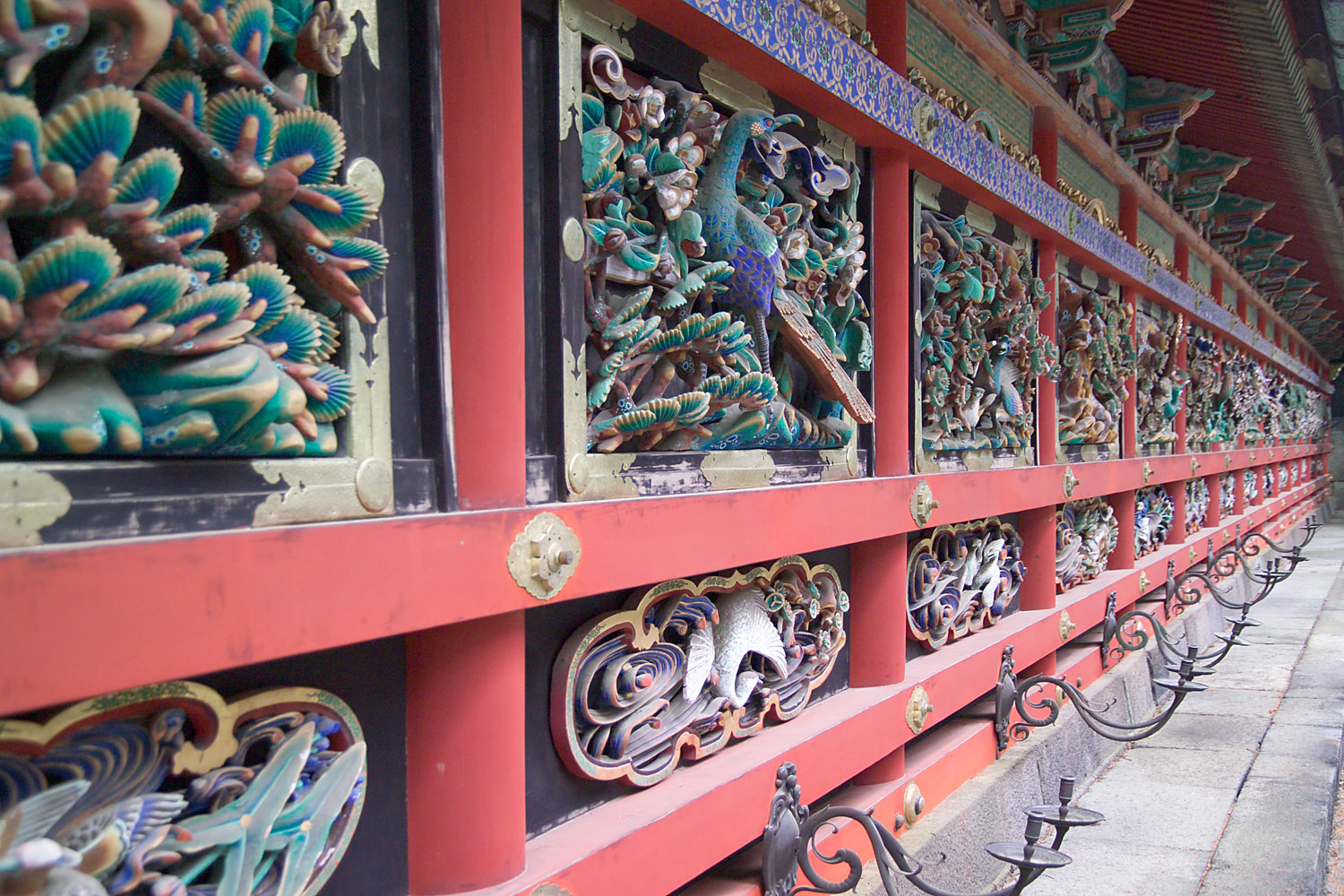
回廊
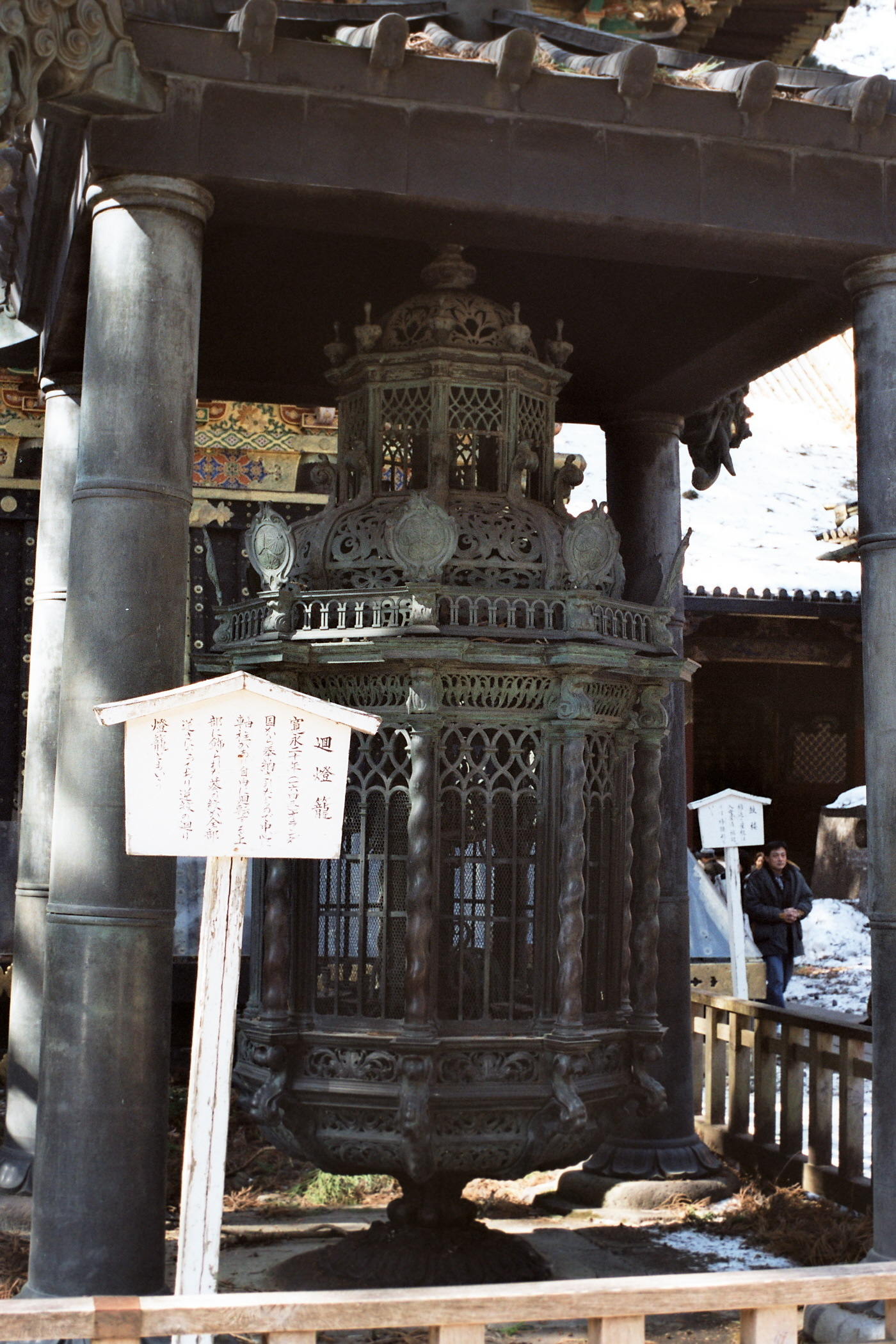
青銅鐘，為荷蘭人因台灣發生之濱田彌兵衛事件所捐獻
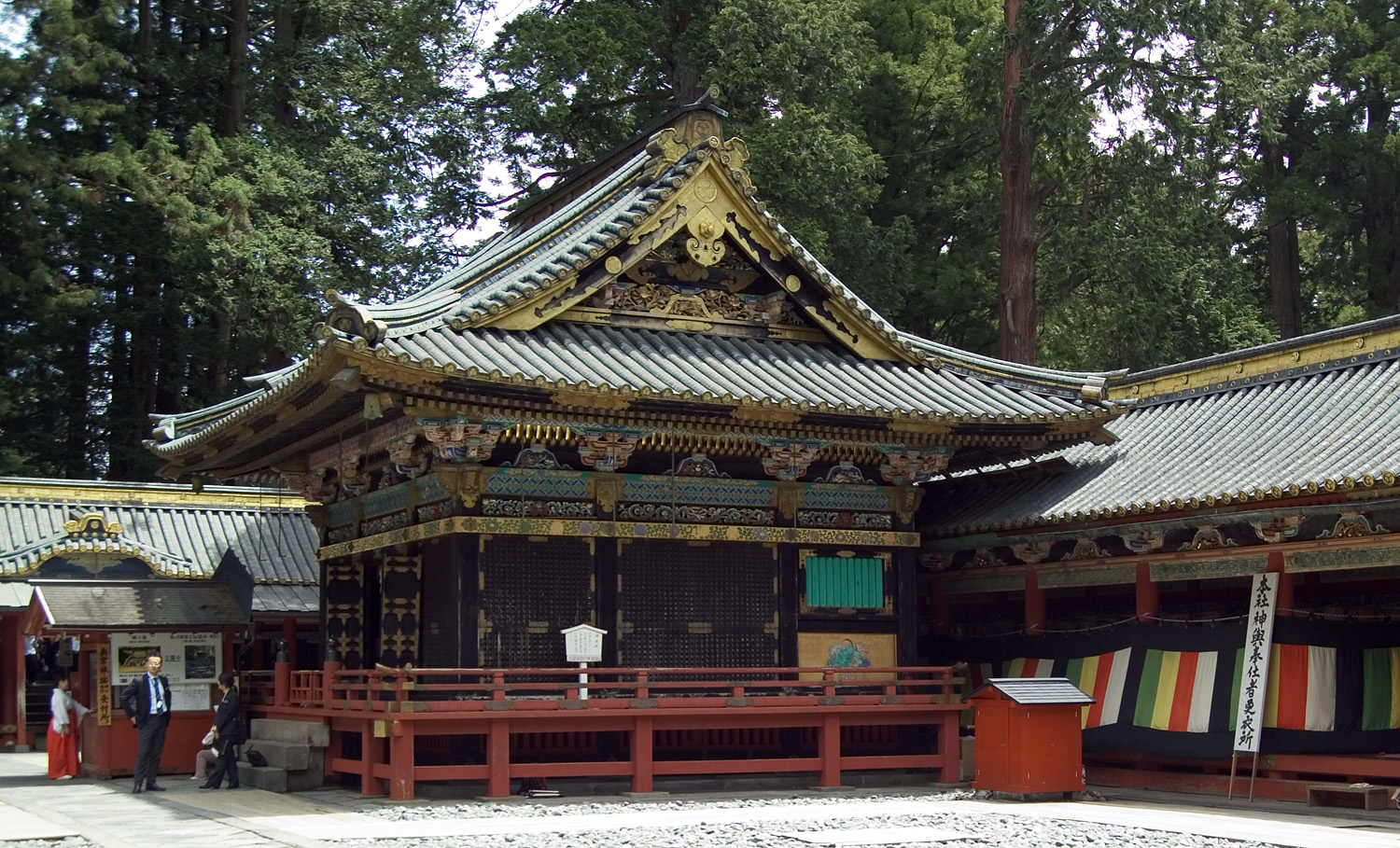
神樂殿
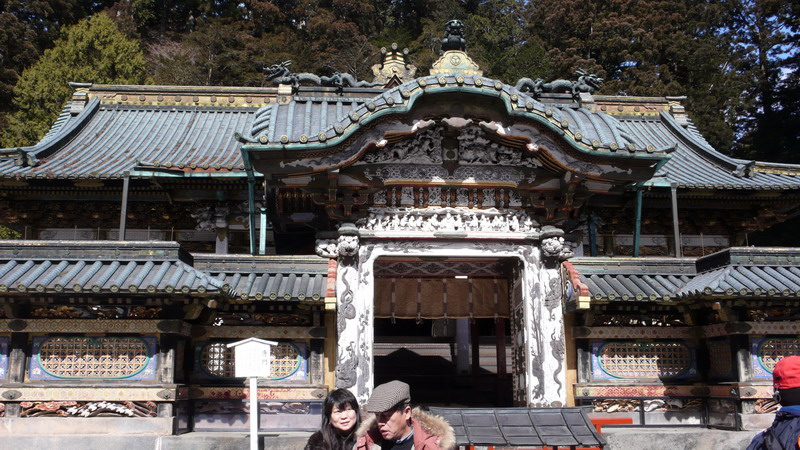
日光東照宮拜殿外觀
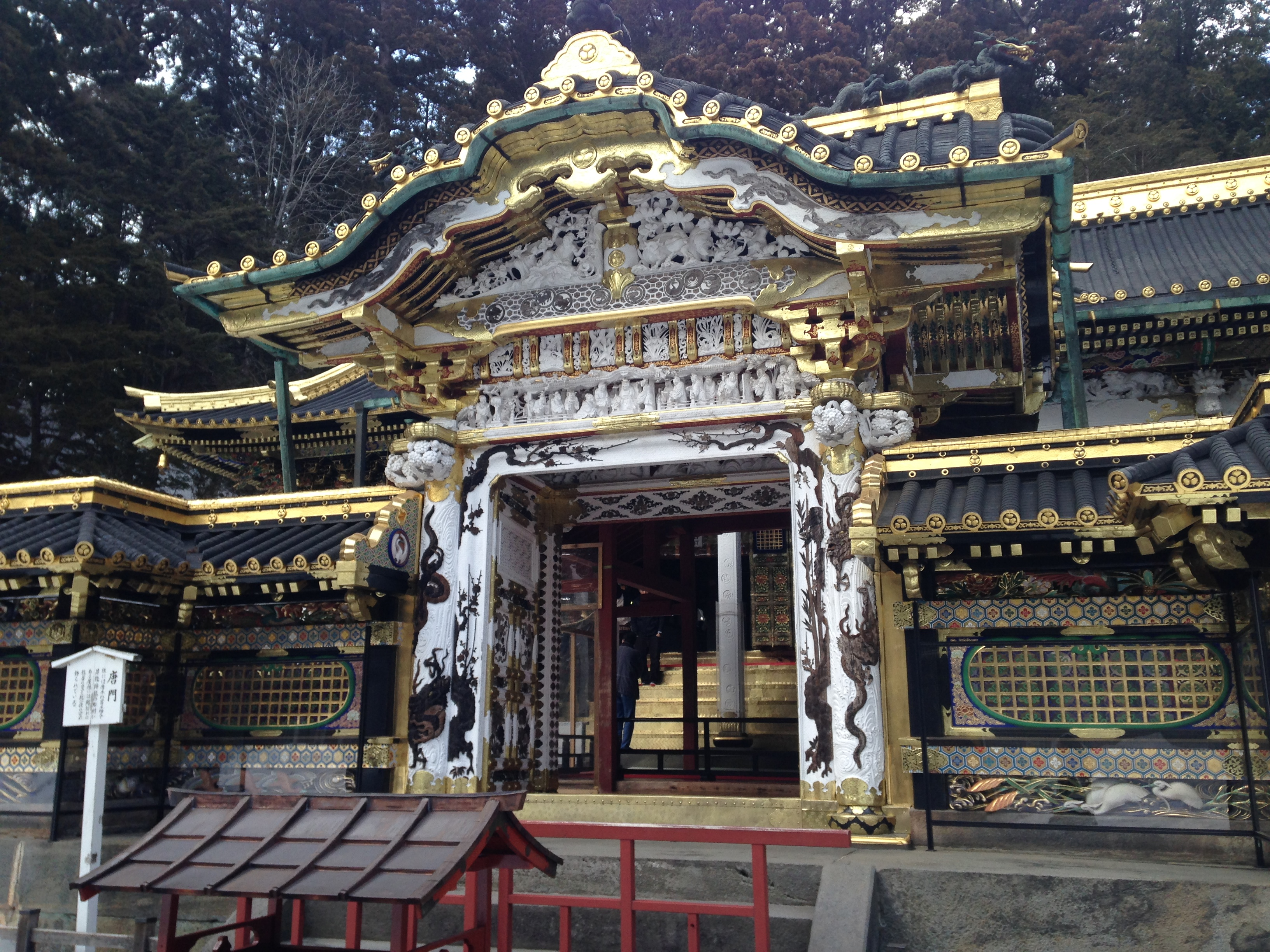
唐門
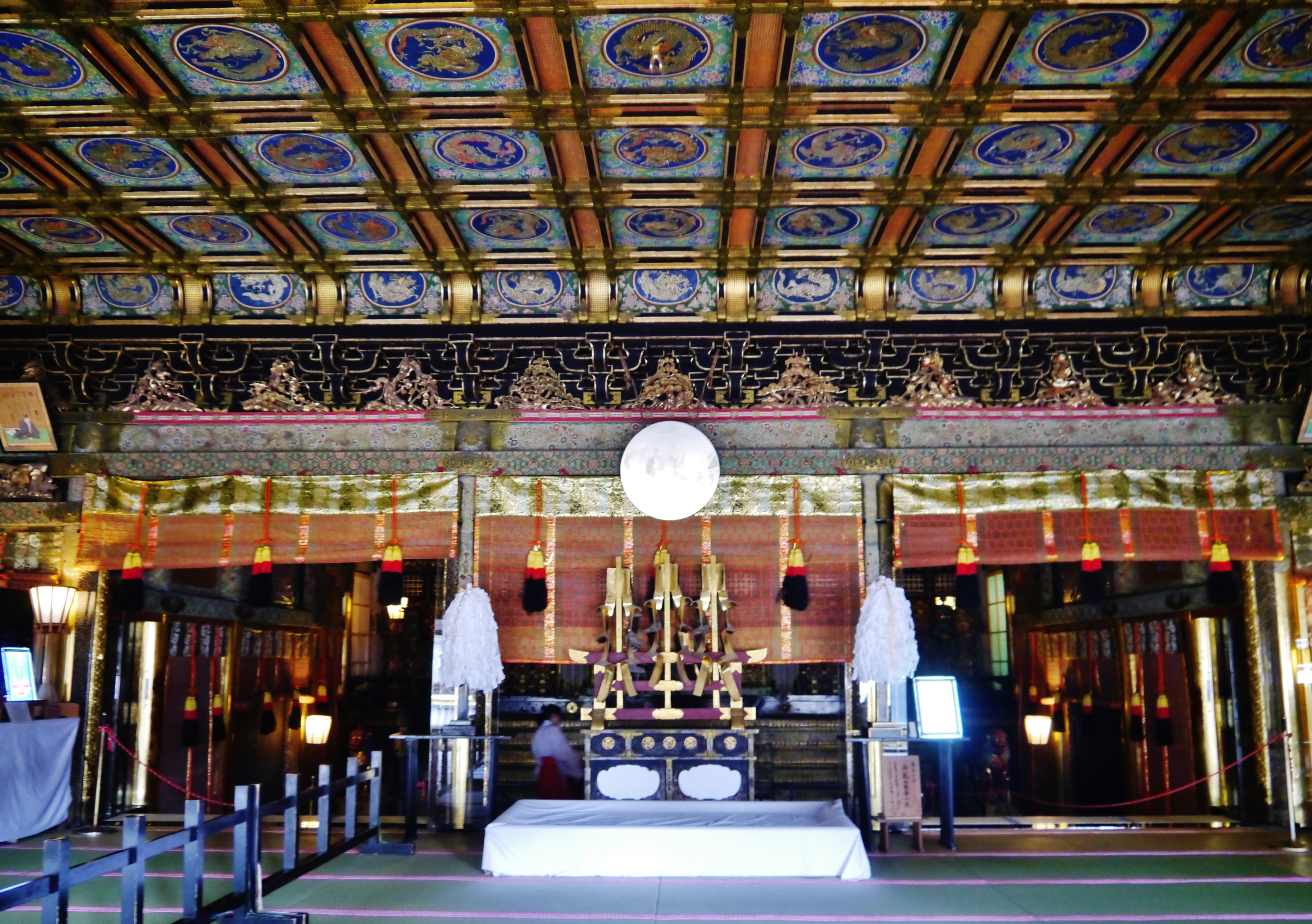
拜殿內部
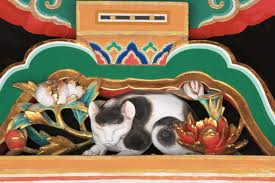
眠貓
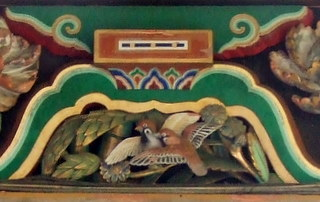
麻雀雕刻
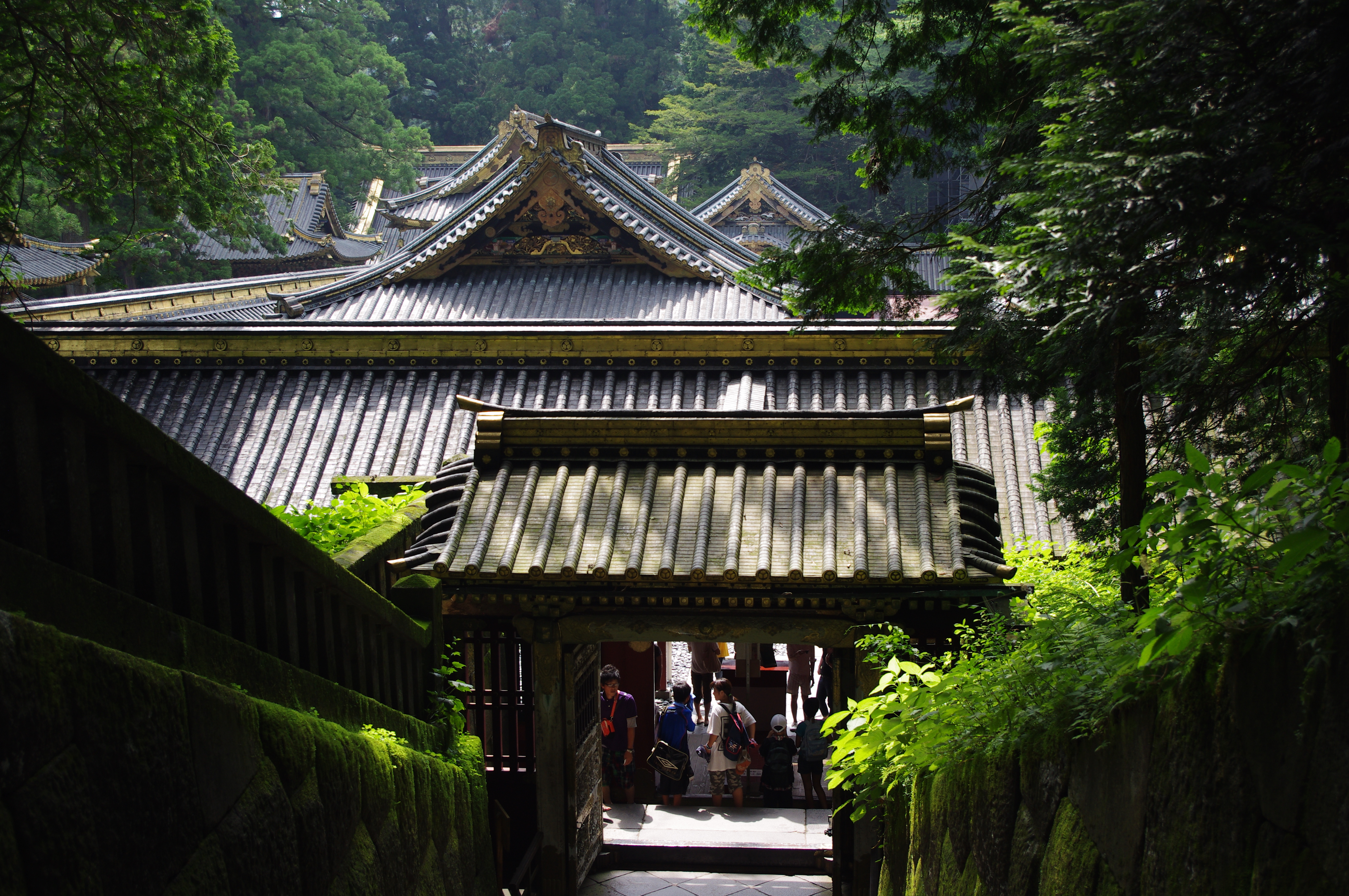
坂下門
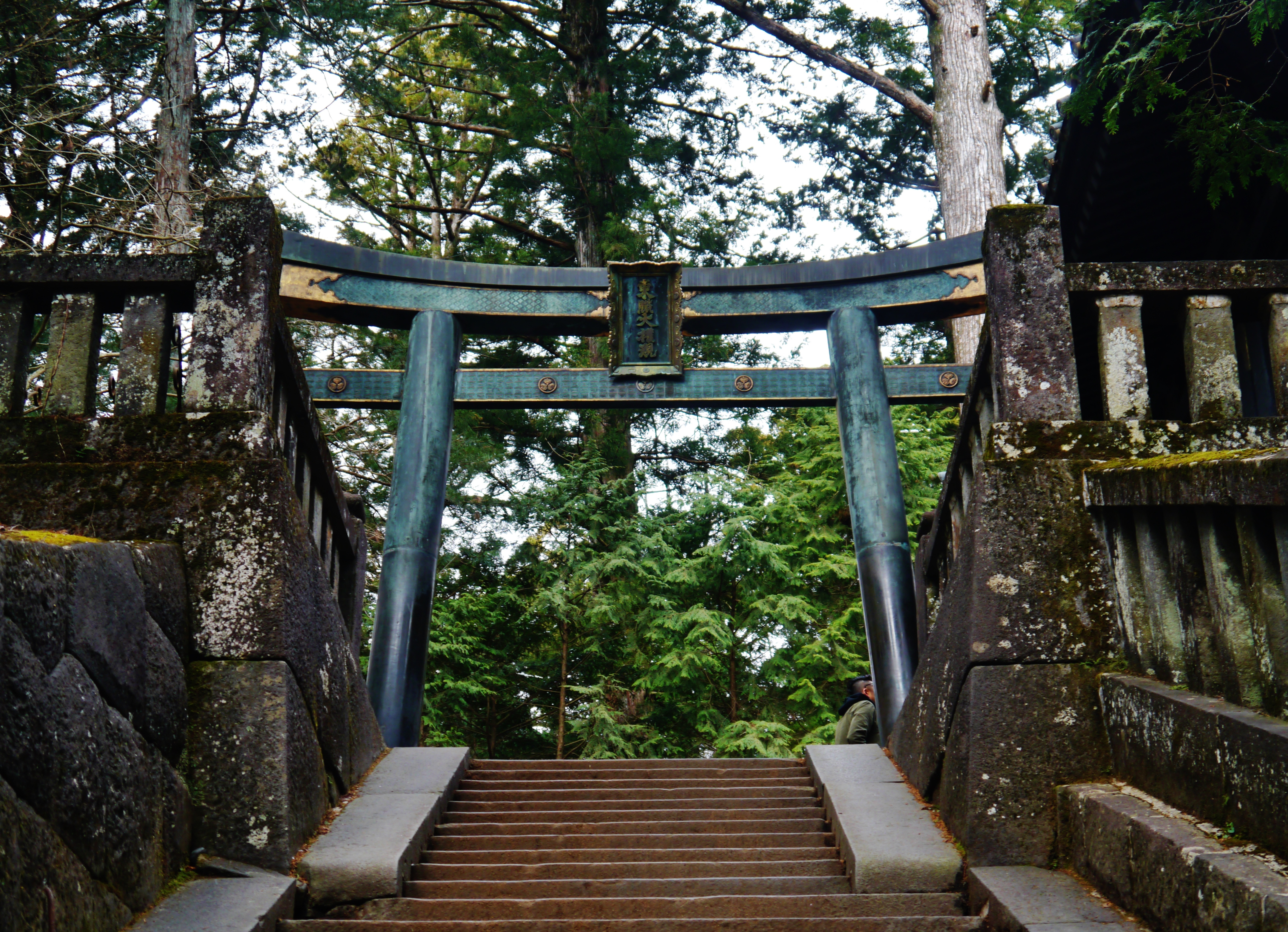
奥社鳥居
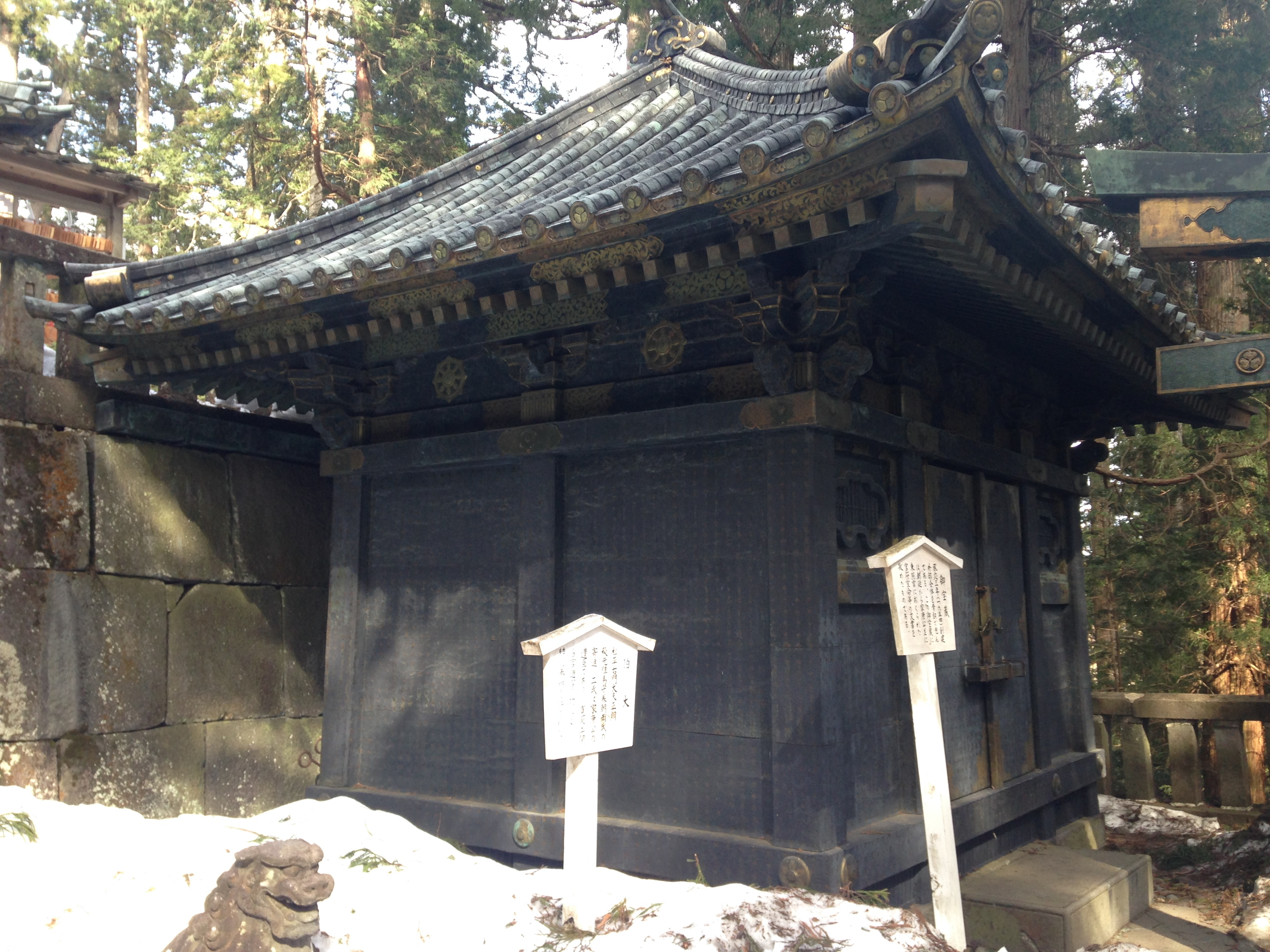
奥社銅神庫
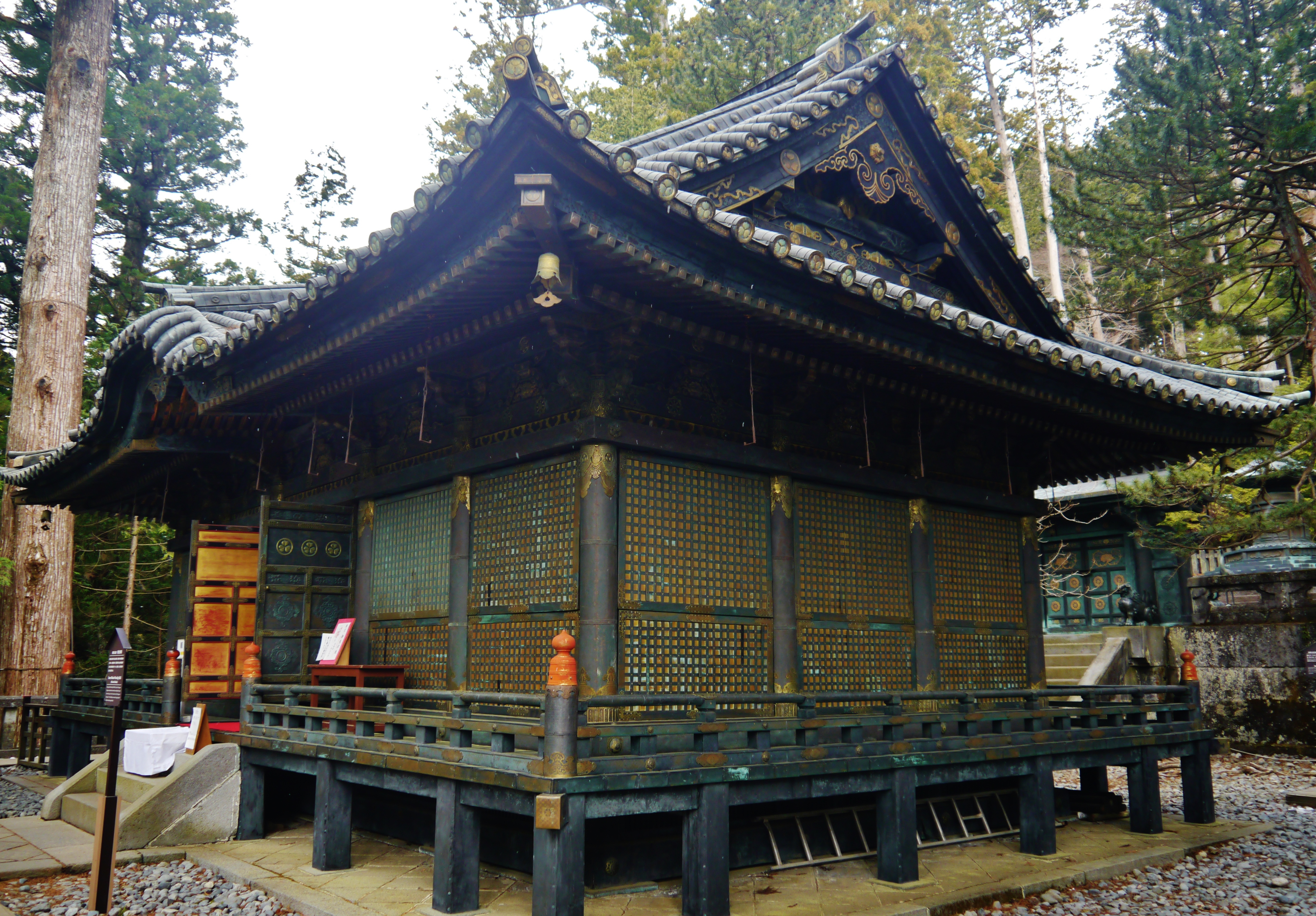
奥社拝殿
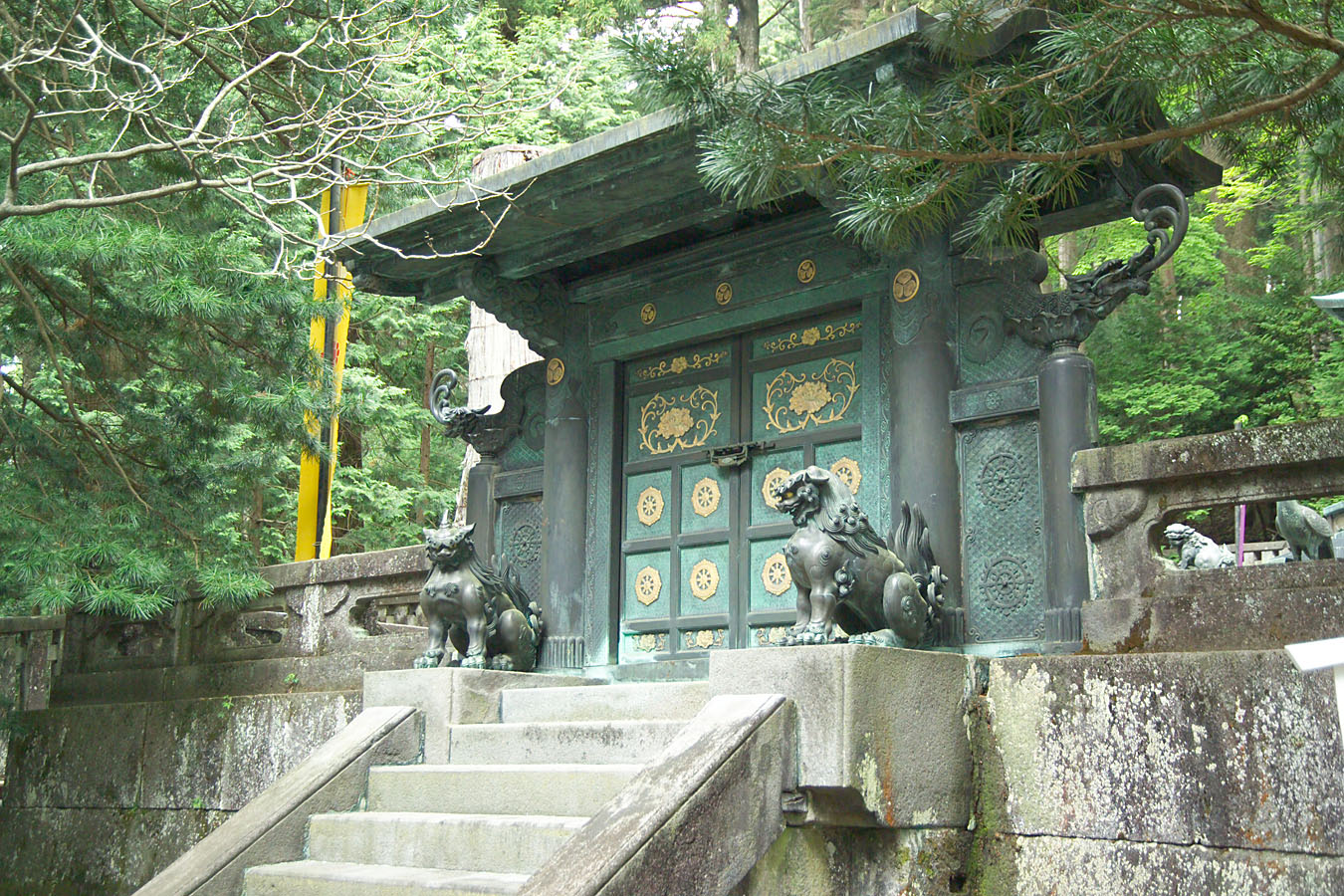
奥社唐門
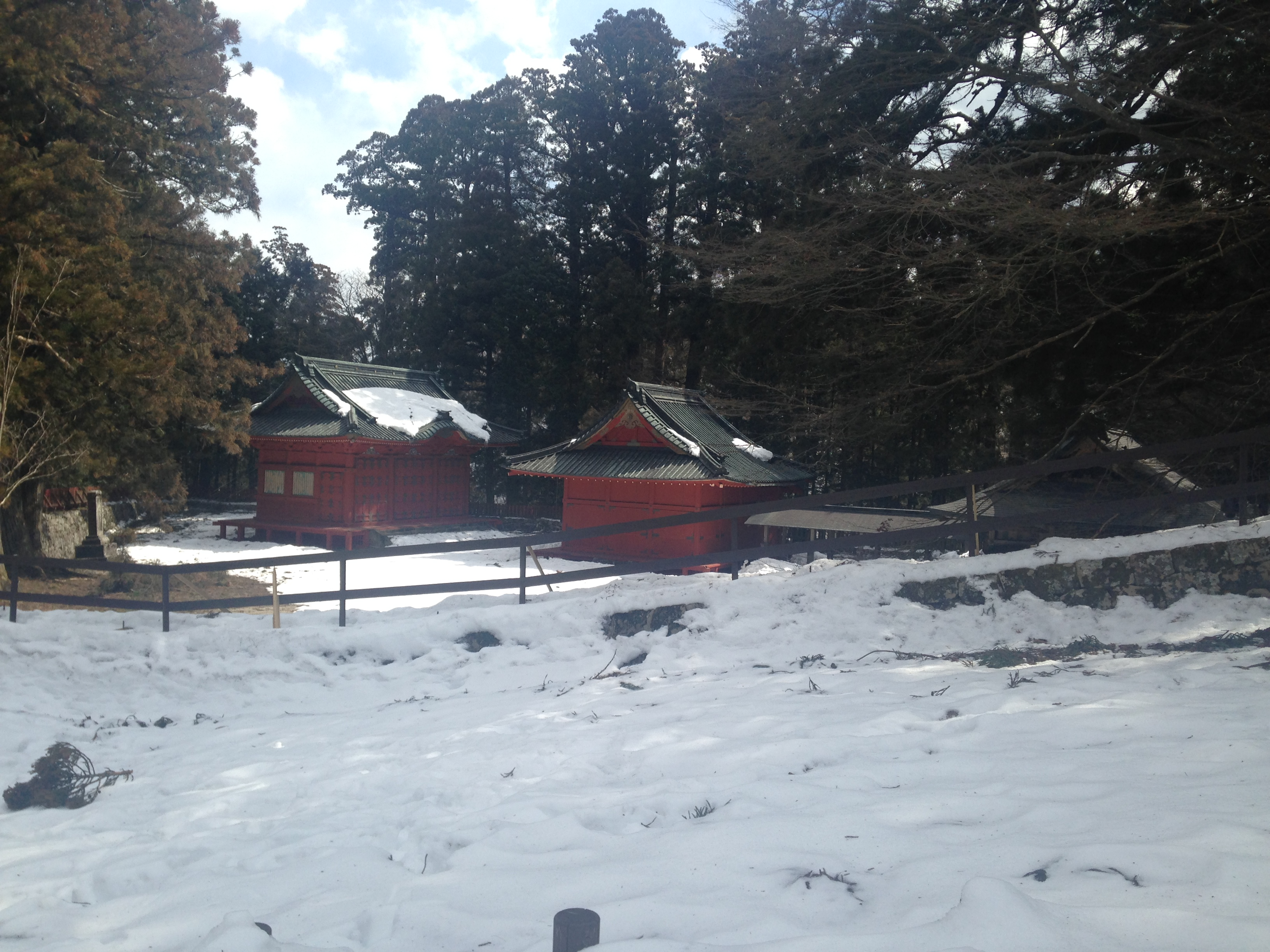
御旅所本殿、拜殿
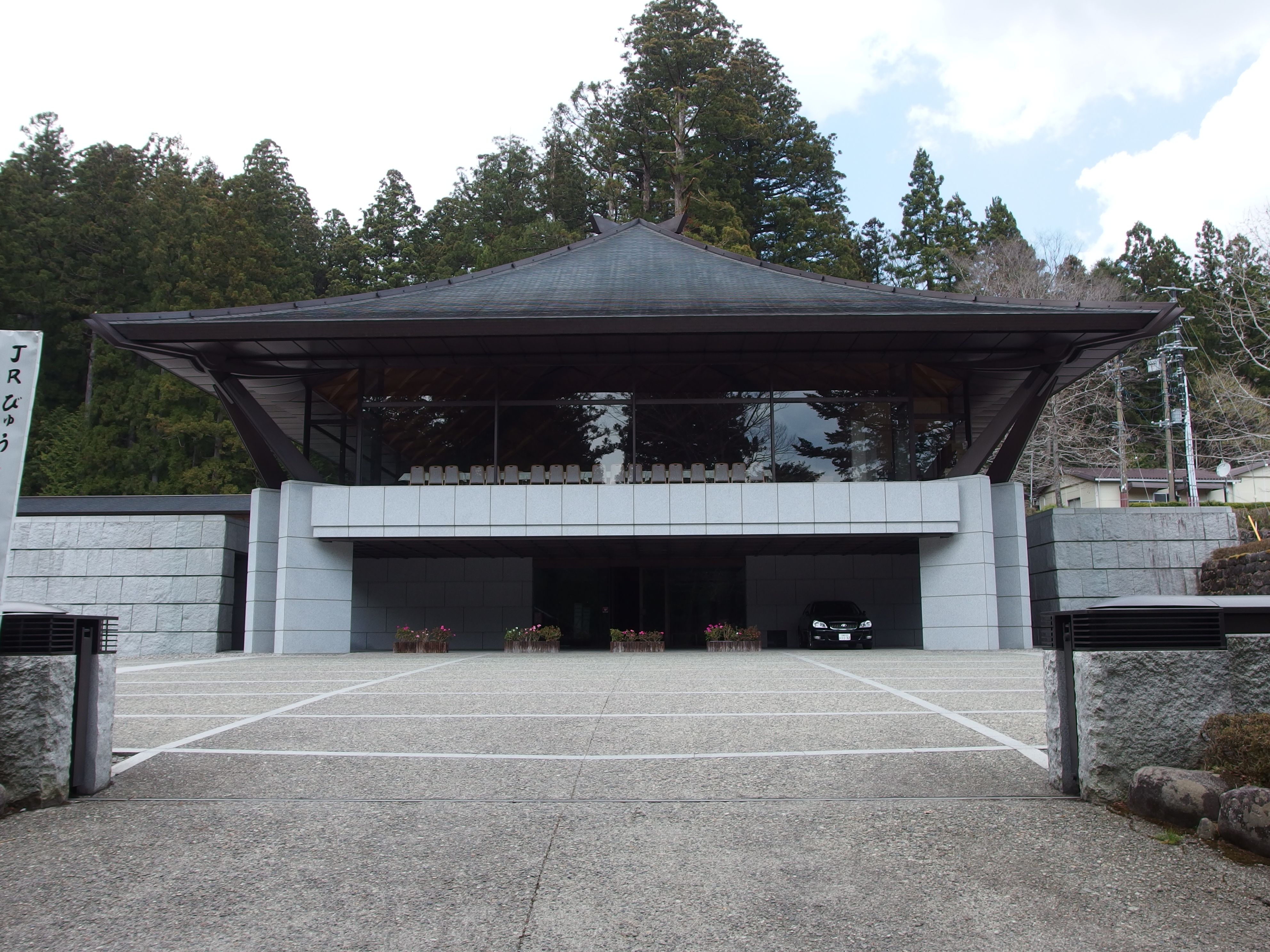
客殿、新社務所